# Pražský hrad
Pražský hrad je nejvýznamnější český hrad (původně raně středověké hradiště) stojící na skalnatém ostrohu nad řekou Vltavou v centru Prahy, na vrchu Opyš. Od 9. století býval sídlem českých knížat, později králů a od roku 1918 je sídlem prezidenta republiky. Dvakrát v dějinách se stal hlavní rezidencí císaře Svaté říše římské.
Postupnými přístavbami a úpravami vznikl z hradiště založeného v 9. století, se svými rozměry 570 m délky a 128 m šířky jeden z největších hradních komplexů na světě. Rozloha hradu se obvykle uvádí 7,28 ha, ale dodnes je předmětem sporů. Podle Guinnessovy knihy rekordů je to největší starobylý hrad na světě. Také je největším doposud obývaným hradem na světě, větším než anglický Windsor. Největší gotickou stavbou na světě a současně také největším hradem postaveným z cihel je nicméně polský Malbork.
Pražský hrad je považován nejen za symbol města, ale i české státnosti. Součástí hradu je katedrála svatého Víta, tradiční místo korunovací českých králů i jejich posledního odpočinku. Kromě mnohých českých panovníků (včetně čtyř římsko-německých císařů), pražských biskupů a arcibiskupů, duchovních, šlechticů i jiných lidí spjatých s pražským dvorem jsou v katedrále pochováni i někteří světci – velká část českých zemských patronů (sv. Václav, Vít, Vojtěch, Zikmund nebo Jan Nepomucký). Jsou zde také uloženy české korunovační klenoty.

## Název

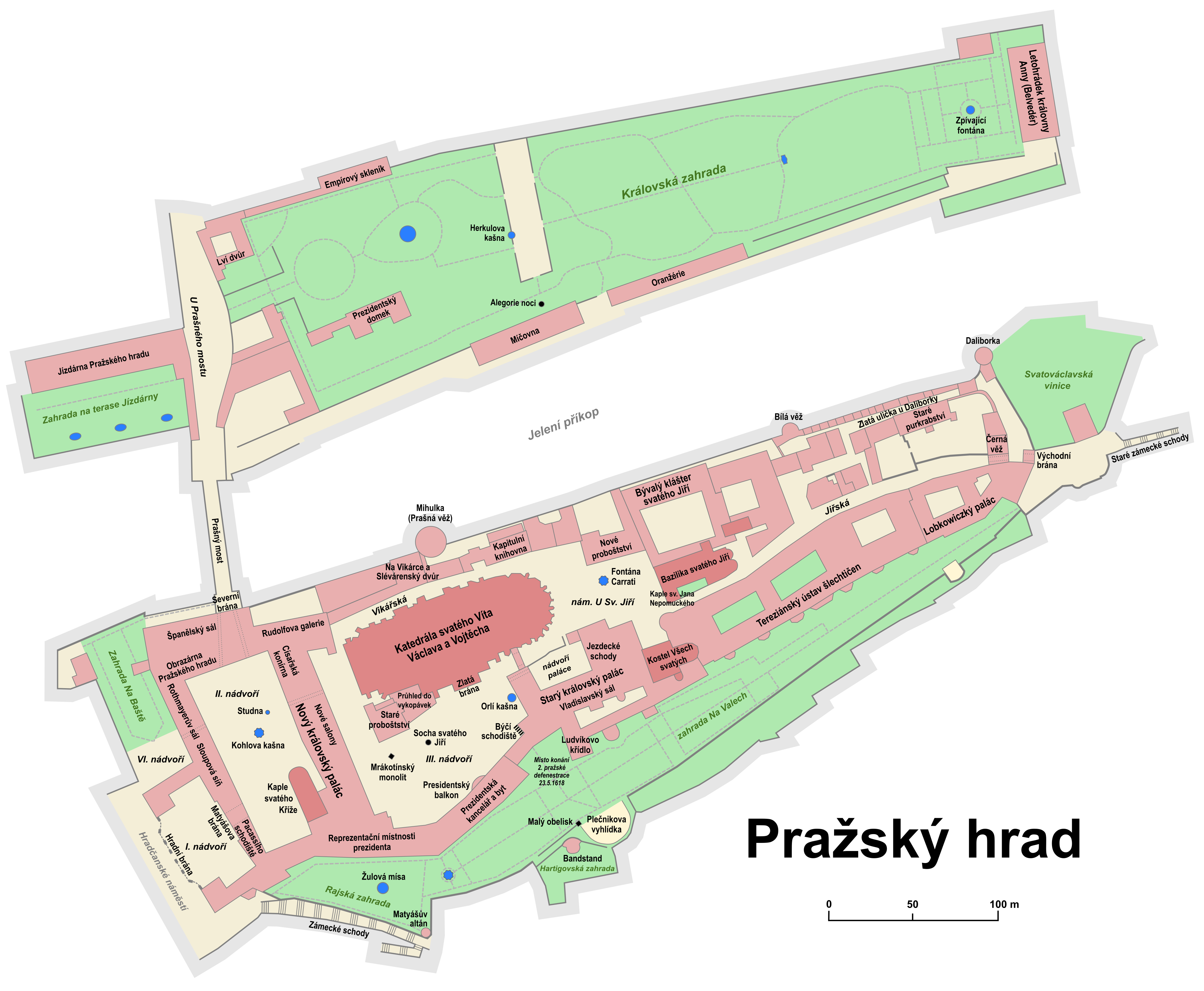
Plán Pražského hradu

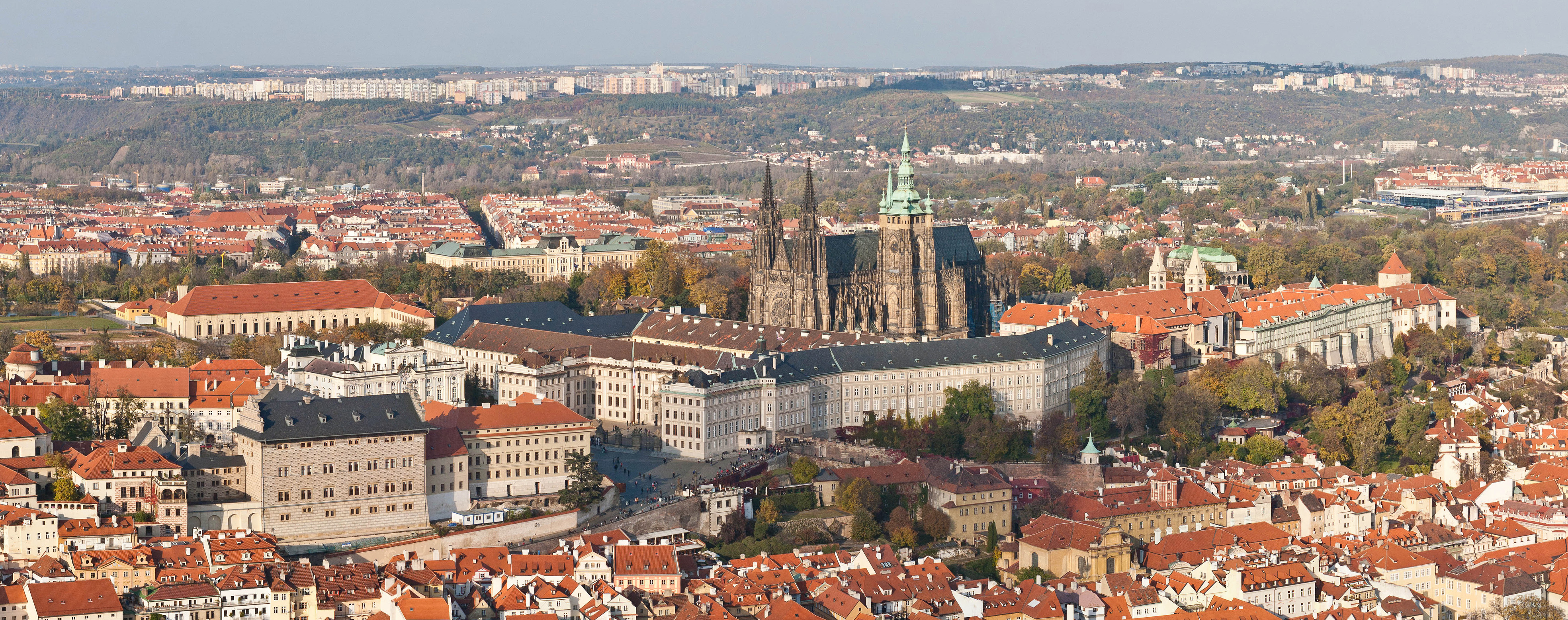
Pražský hrad, pohled z Petřínské rozhledny

Původně se název „Praha“ vztahoval především právě na skalnatý ostroh s knížecím hradištěm, začal však současně označovat i okolní osídlení (např. u Ibráhíma ibn Jakúba). I později se po staletí název „Praha“ vztahoval na hrad i pražská města v jeho okolí. Teprve v roce 1784 byla samostatná města administrativně spojena a název „Praha“ oficiálně dostalo takto vzniklé město.
Podle Pražského hradu získalo osídlení na jeho západním předpolí označení Hradčany. To se stalo v 1. polovině 14. století poddanským, později královským městem spadající pod správu purkrabího Pražského hradu. Dnes se tak jmenuje pražská čtvrť, která kromě historického města zahrnuje i území Pražského hradu. Přeneseně se jako Hradčany lidově označuje panorama staveb Hradu.

## Historie

### Pravěké osídlení
Ostrožna Pražského hradu byla osídlena již v období neolitu. Archeologicky byla prozkoumána sídliště kultury s lineární keramikou a kultury s vypíchanou keramikou v areálu Lumbeho zahrady. Z Lumbeho zahrady pocházejí i doklady o osídlení v období eneolitu a dále zde jsou doloženy pohřební aktivity kultury se šňůrovou keramikou a únětické kultury.

### Raně středověké osídlení
Až v 80. letech 20. století se archeologicky podařilo prokázat existenci osídlení staršího než dokládají písemné prameny, které zmiňují až kostel Panny Marie postavený přemyslovským knížetem Bořivojem někdy po roce 885. Během 9. století, snad už i v jeho první polovině, byla ostrožna předělena příkopem. Co se nacházelo uvnitř tohoto opevnění, není jisté.
V příkopu se kromě dřev, která mohla indikovat přítomnost dřevěné palisády, našla i keramika a např. esovitá náušnice. Ve spojitosti s osídlením areálu Pražského hradu před vznikem přemyslovského sídla se uvádí i archeologicky prozkoumané pohřebiště na III. nádvoří, které se jako jediné neváže na kostelní stavbu a je tedy datováno už do 2. poloviny 9. století. Zde byl v roce 1928 Ivanem Borkovským objeven hrob bojovníka s bohatou výbavou (železný meč, sekera, dýka, nůž, křesací souprava, železná břitva, dřevěné vědro). Tento nález dokládá přítomnost elity na ostrožně již před příchodem Bořivoje.

### Přemyslovské hradiště
Opevňování sídliště do podoby hradiště zahájil nejspíš Bořivojův syn Spytihněv I. Přemyslovské hradiště bylo podobně velké jako dnešní rozloha hradu. Kromě západní strany byl obklopen strmými svahy a na severu, v místě Jeleního příkopu, dokonce tekl potok Brusnice. Na západní straně, mezi nynějším Hradčanským náměstím a prvním hradním nádvořím, byl z obranných důvodů vykopán příkop 30 metrů hluboký a 24 metrů široký, přes který vedl most do hlavní brány. Přesto kolem hradu byly dřevěné hradby na hliněných valech a několik strážních věží, z nichž tři sloužily také jako brány. Mezi západní a východní vedla dlážděná cesta.

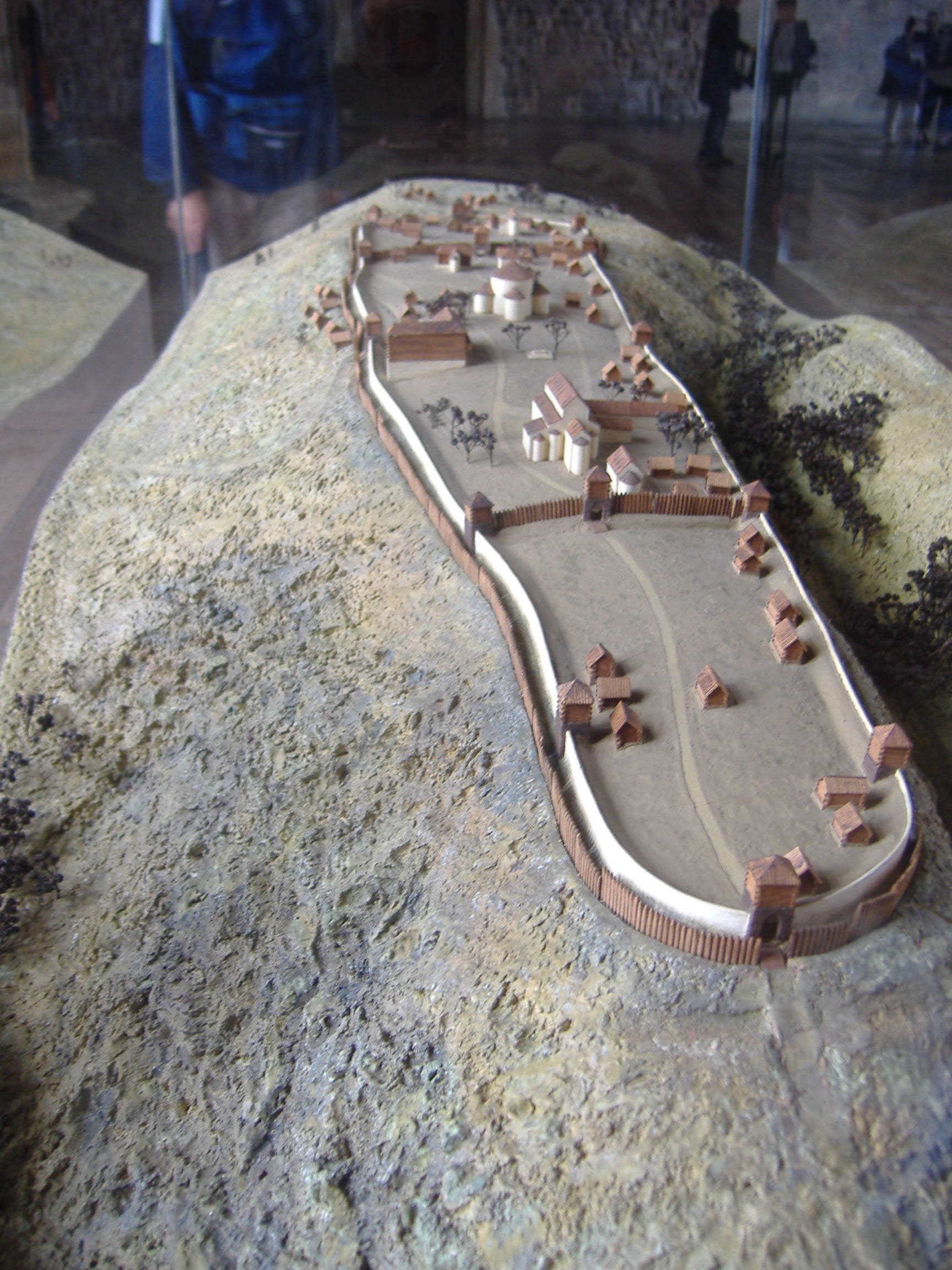
Model Pražského hradu odpovídající stavu kolem roku 1000

Za vlády Vratislava I. byl na hradě postaven druhý kostel a zasvěcen sv. Jiří. Ten plnil až do roku 973 funkci hlavního kostela knížecího paláce i celých Čech. Kníže Václav zde nechal vystavět další církevní objekt, rotundu sv. Víta, do níž uložil ostatky světce, které získal darem od východofranského krále Jindřicha I. Ptáčníka. Po založení pražského biskupství roku 973 se rotunda stala metropolitním biskupským kostelem a nejdůležitějším chrámem v Čechách.

Církevní stavby byly v této době budovány z kamene, zatímco knížecí palác a sruby pro služebnictvo byly ještě dřevěné.

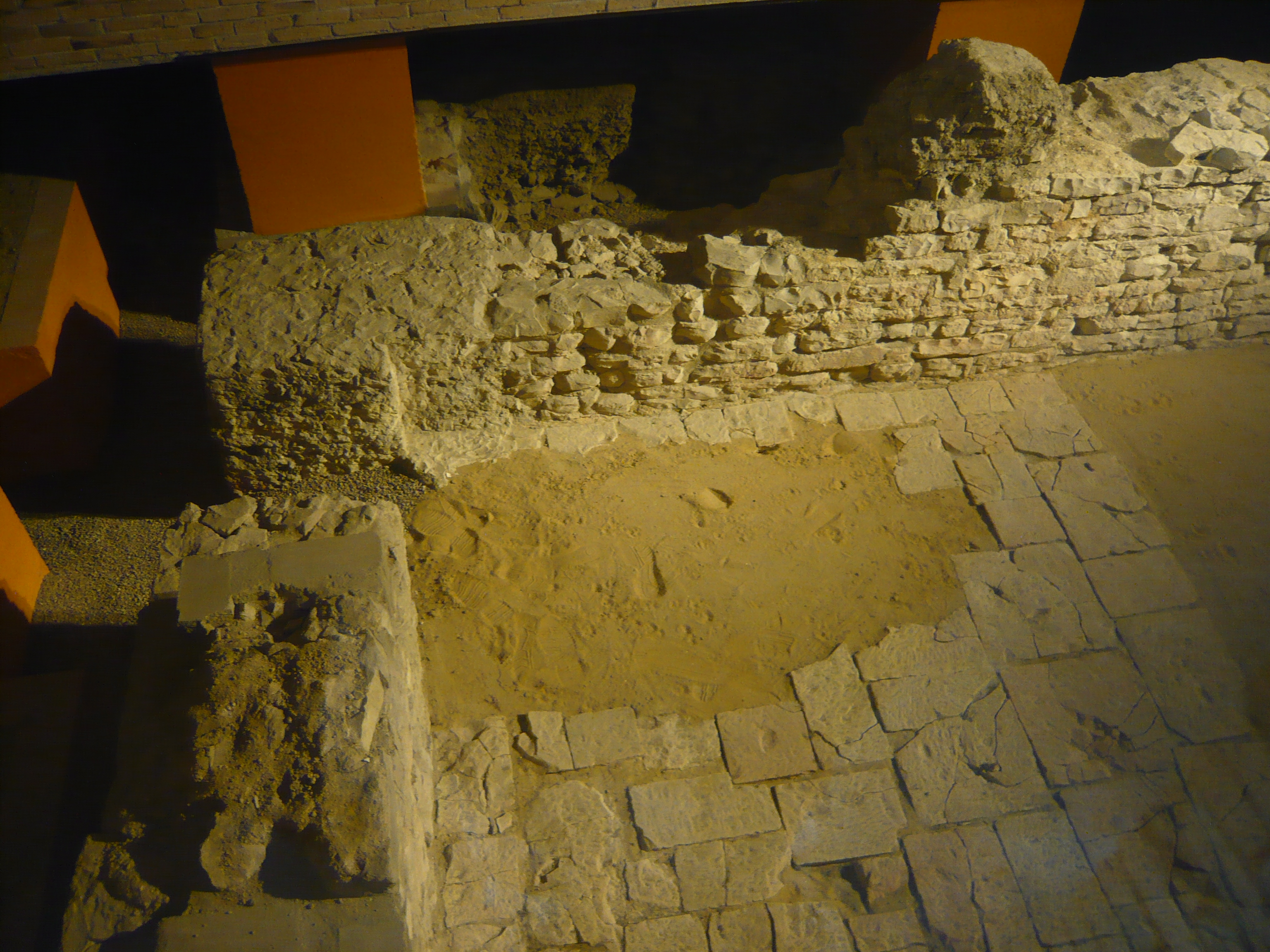
Zbytky kostela P. Marie, nejstaršího kostela na Pražském hradě

Kolem roku 970 byl u kostela sv. Jiří založen ženský benediktinský klášter. Poté zahájil Boleslav II. velkolepou přestavbu kostela, na jehož místně vznikla monumentální předrománská bazilika o třech lodích. Sloužila také jako pohřebiště pro členy panovnické dynastie.
Za vlády knížete a prvního českého krále Vratislava II. se jako rezidence panovníka uplatnil na krátkou dobu Vyšehrad, přesto se na Pražském hradě prováděly stavební úpravy. Dřevěné opevnění vystřídalo kamenné s třemi branami: na východě Černá věž, na západě Bílá a jako postranní vchod sloužila věž Jižní.
Už kolem roku 1060 byla z příkazu Spytihněva II. zbourána rotunda sv. Víta a na její místo postavena bazilika, předchůdkyně gotické katedrály, zasvěcená Sv. Vítu, Václavu a Vojtěchu. Trojlodní románský chrám z bílé opuky byl 70 metrů dlouhý a na tehdejší dobu v našich zemích zcela nevídaný. Kostelu sv. Jiří přibyly dvě románské věže a dřevěný palác byl nahrazen zděným.

### Středověký hrad

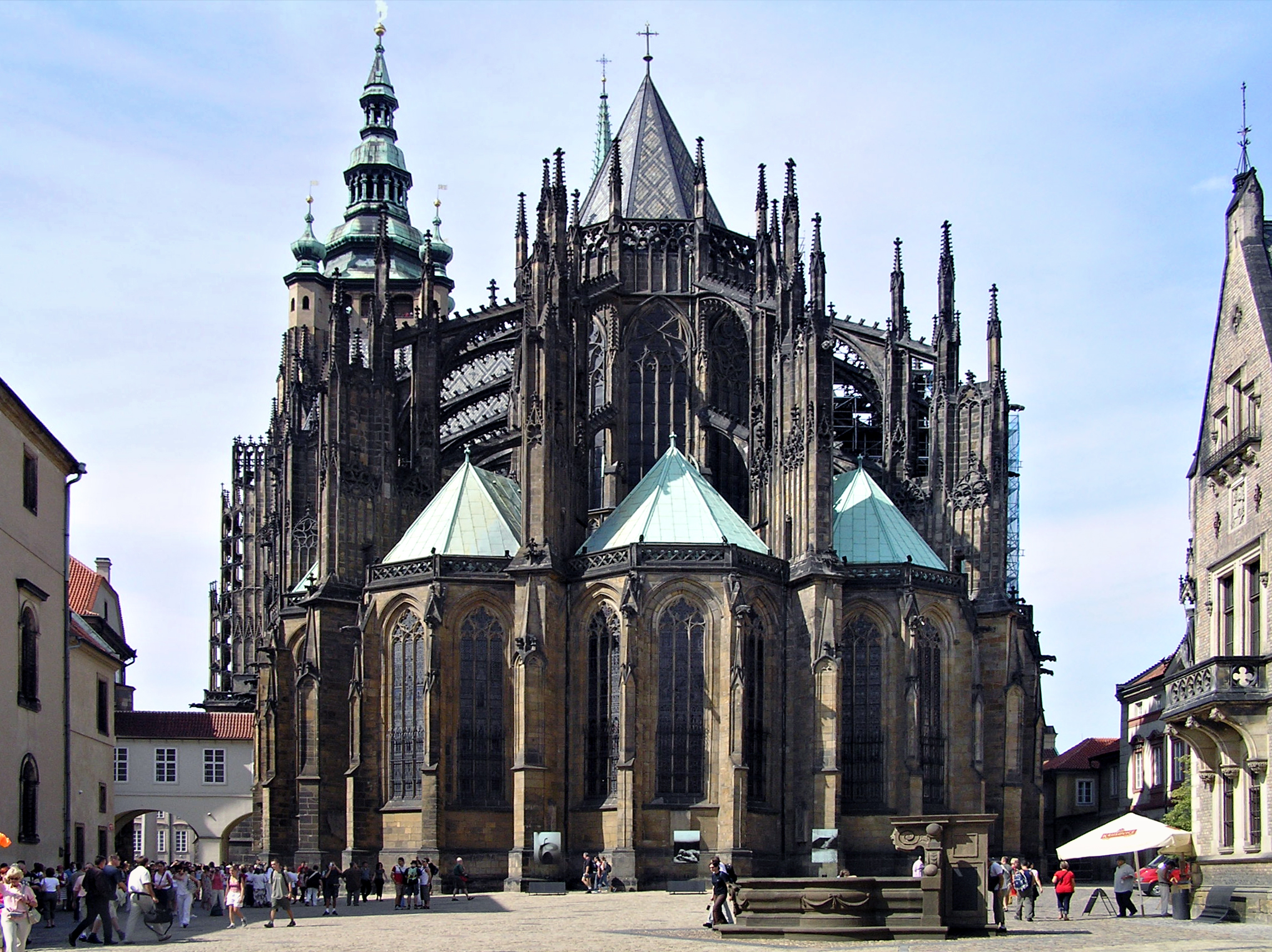
Závěr katedrály sv. Víta z let 1344–1349

Přestavbu hradiště do podoby kamennými hradbami opevněného hradu zahájil 1135 kníže Soběslav I. Západní hradby probíhaly mezi dnešním druhým a třetím nádvořím, ze západní části se stalo předhradí.
Král Přemysl Otakar II. byl ve své době jedním z nejváženějších panovníků Evropy. Tomu odpovídaly i jeho přestavby na Hradě. V prvních letech vlády se zaměřil na zdokonalování opevnění, zejména na té nejcitlivější západní straně, kde byly rozšířeny příkopy, a vchod v Černé věži na východě zrušil. Nechal přestavět královský palác pro potřeby reprezentace a bydlení.
Gotický rozmach pokračuje za vlády Lucemburků. Už ve 30. letech 14. století začala nákladná přestavba královského paláce podle vzoru francouzských paláců. Tehdy bylo přestavěno románské patro a palác byl rozšířen arkádami směrem do hradu, které tak umožnily vybudování dalšího rozměrného reprezentačního patra. V tomto patře se nacházel především tzv. Velký sál, předchůdce Vladislavského a palácová arkýřová kaple, jejíž zbytky je možno spatřit v jižním zdivu Vladislavského sálu.
Roku 1344 Karel IV., tehdy ještě kralevic a markrabě moravský položil s dlouholetým přítelem Arnoštem z Pardubic a se svým otcem, králem Janem Lucemburským, základní kámen katedrály sv. Víta v souvislosti povýšení pražského biskupství na arcibiskupství. Hlavními architekty byli Matyáš z Arrasu a později Petr Parléř. Je to trojlodní katedrála s příčnou lodí, ochozem a věncem kaplí. Nejvýznamnější z nich je Svatováclavská kaple postavená nad hrobem sv. Václava. Velká, Jižní či Zvonová věž, 96,5 metrů vysoká, byla založena Petrem Parléřem, avšak dokončena až roku 1554 a roku 1770 opatřena barokní bání. Západní část s osmdesátimetrovými věžemi byla přistavěna až v 19. a 20. století podle návrhu Josefa Mockera. Katedrála byla dokončena za prezidenta T. G. Masaryka a arcibiskupa pražského Františka Kordače, kdy byla slavnostně otevřena ke Svatováclavskému miléniu 28. září 1929.

### Za vlády Jagellonců

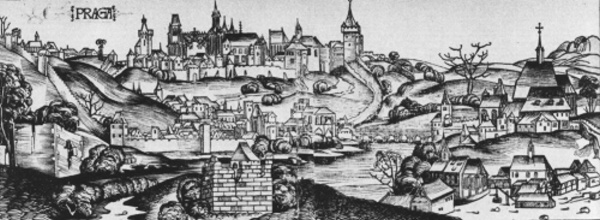
Pražský hrad před jagellonskou přestavbou, veduta vytištěna roku 1493

Vladislav Jagellonský nastoupil na trůn po Jiřím z Poděbrad roku 1471. Původně sídlil stejně jako jeho předchůdci od dob Václava IV. na Starém městě pražském v Králově dvoře na místě dnešního Obecního domu. Tam se však necítil v bezpečí, a proto se po roce 1483, kdy v Praze propukaly náboženské nepokoje vrcholící defenestrací katolických konšelů na Novoměstské radnici, přestěhoval zpět na Pražský hrad. Bylo ale nutné posílit zastaralý románský fortifikační systém. Na hrad proto povolal architekta Benedikta Rieda, který záhy postavil úplně novou severní hradbu se třemi obrannými (dělovými) věžemi (Prašná věž (Mihulka), Nová Bílá věž, Daliborka). Tato nová hradba rozšířila hrad o několik metrů směrem k Jelenímu příkopu, čímž vznikl prostor mezi starou románskou a novou pozdně gotickou hradební zdí, ve kterém později na východní straně hradu vznikla proslulá Zlatá ulička.

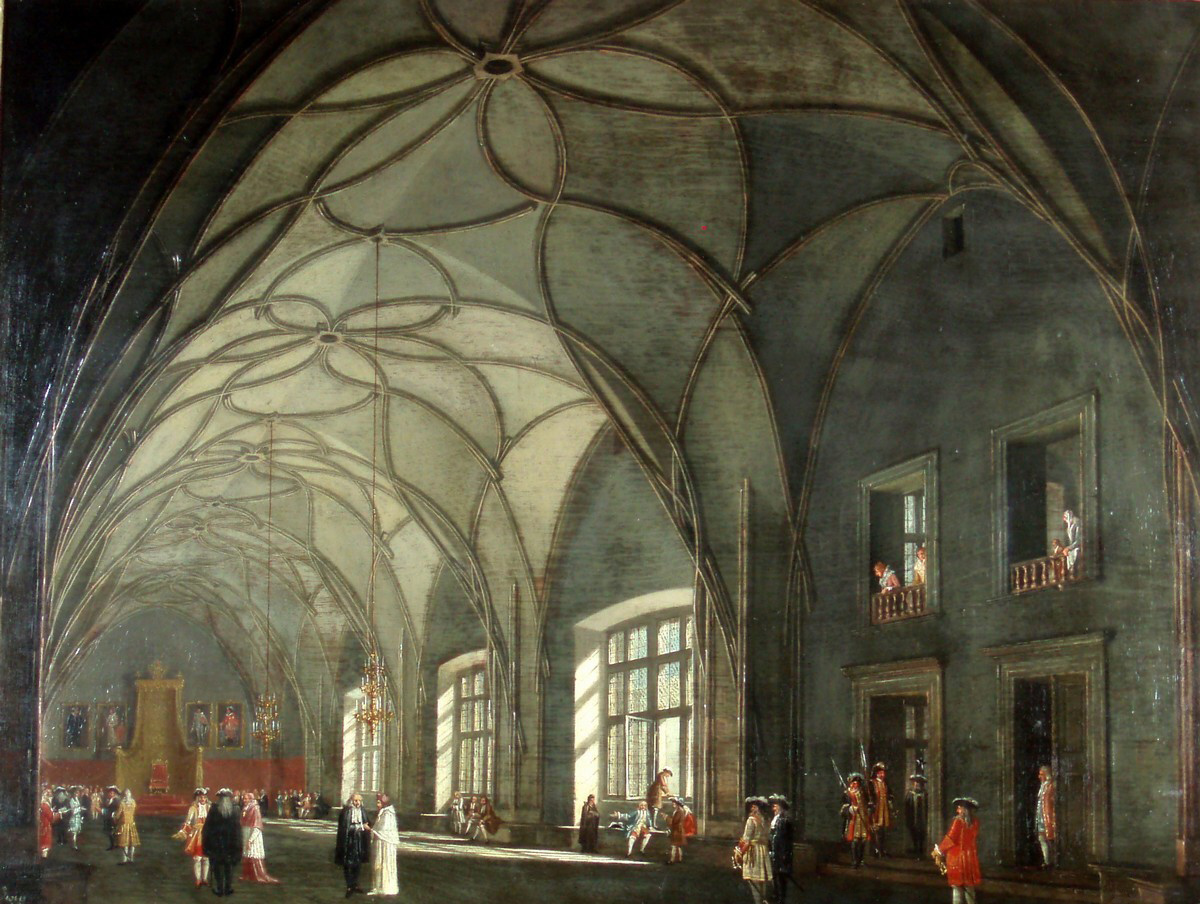
Vladislavský sál – obraz od Ludvíka Kohla, 1810–1820

Vladislav Jagellonský se rozhodl nákladně přestavět královský palác. Nejprve bylo přestavěno západní křídlo. Z této přestavby provedené frankfurtským architektem Hansem Spiessem se nám v původní podobě zachovala Malá audienční síň (také nesprávně označovaná jako Vladislavova ložnice), která musela vzniknout ještě před rokem 1490, kdy se Vladislav stal králem uherským (absence uherského znaku). Následně byl pod vedením Benedikta Rieda na půdorysu celého reprezentačního patra paláce z dob Karla IV. (na místě bývalého Velkého sálu, palácové kaple (zachované zbytky arkýře ve zdivu) a dalších vrcholně gotických místností) postaven monumentální Vladislavský sál, patrně největší světský klenutý prostor bez vnitřních sloupů v celé tehdejší Evropě. Sál byl dokončen po roce 1500 a je 62 m dlouhý, 16 m široký a 13 m vysoký. Je důmyslně sklenut krouženou klenbou a vedou do něj slavné Jezdecké schody, určené pro vjezd koní i s jezdci. Je důkazem toho, že Vladislav i po svém přestěhování do Budína neztratil navzdory své tíživé finanční situaci o Pražský hrad zájem. Při stavbě tohoto prostoru se poprvé v Čechách uplatnila renesance, a to v portálech a oknech sálu (označena rokem 1493). Palác byl zastřešen stanovou střechou, která však shořela při požáru pražského levobřeží roku 1541.

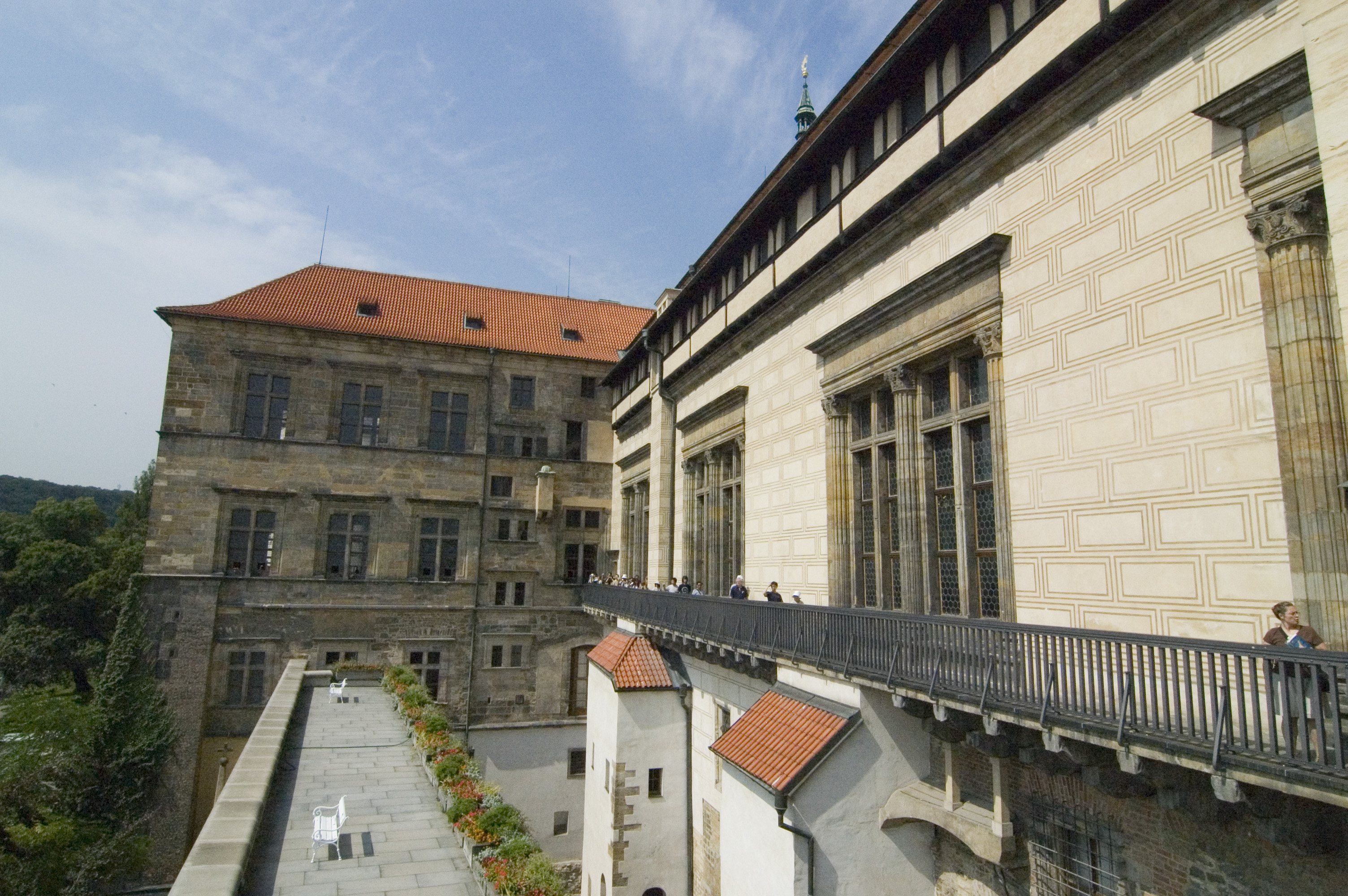
Starý královský palác, vlevo Ludvíkovo křídlo, vpravo Vladislavský sál

Mezi lety 1508–1510 bylo dokončeno nové jižní křídlo královského paláce určené k obytným účelům pojmenované podle následníka trůnu Ludvíkovo křídlo. Tato část paláce již byla postavena převážně v renesančním slohu, pouze klenby ještě měly gotické žebrování. Ludvíkovo křídlo bylo však ke svému účelu využito až v roce 1522, kdy král Ludvík s chotí Marií přijel na několik měsíců pobývat v Praze.
S hutí Benedikta Rieda souvisí i renesanční jižní portál baziliky sv. Jiří a Královská oratoř v Katedrále sv. Víta vytvořená ve spolupráci s Hansem Spiessem (motiv osekaného větvoví) a spojená můstkem se Starým královským palácem. Vladislav Jagellonský se také pokusil dostavět Katedrálu sv. Víta (v pozdně gotickém stylu). Nechal opravit Svatováclavskou kapli, která byla nově vymalována Mistrem Litoměřického oltáře a zahájil stavbu Severní věže katedrály, která měla vyvažovat parléřovskou Jižní věž. Kvůli nedostatku peněz však byla stavba přerušena a nedokončenou práci nadobro zmařil ničivý požár roku 1541.

### Za vlády prvních Habsburků

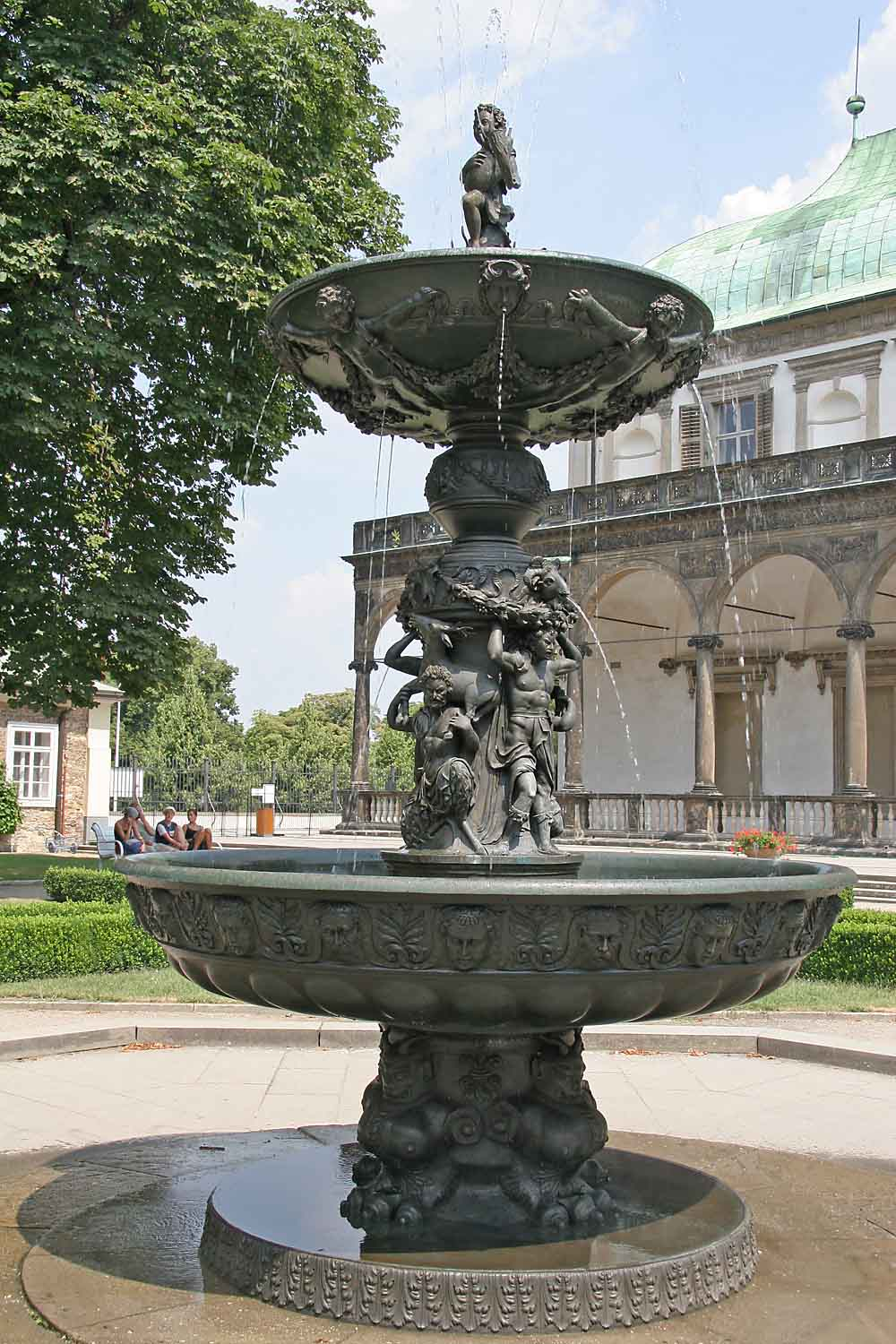
Zpívající fontána s Královským letohrádkem v pozadí

Ferdinand I. Habsburský se svojí manželkou Annou pobývali v Praze poměrně často. Snažili se proto Pražský hrad proměnit v reprezentativní moderní (renesanční) královskou rezidenci.
Ferdinand založil roku 1534 na severním předpolí hradu Královskou zahradu, jednu z prvních renesančních zahrad na sever od Alp. V zahradě byly, mimo jiné, pěstovány i exotické rostliny a ovoce. Zde byly poprvé v Evropě pěstovány tulipány. V zahradě byl postaven renesanční Královský letohrádek, jejž dal prý Ferdinand vybudovat z lásky pro svou ženu Annu. Před letohrádek je umístěna tzv. Zpívající fontána odlitá Tomášem Jarošem podle návrhu Francesca Terzia. V zahradě byla postavena Velká míčovna podle návrhu Bonifáce Wohlmuta.
V červnu 1541 celé pražské levobřeží zachvátil ničivý požár. Při něm byla katastrofálně poničena kaple Všech svatých, poškozen byl Starý královský palác, jehož pozdně gotická stanová střecha lehla popelem stejně jako Křídlo zemských desk se sněmovnou. Při požáru shořely i samotné zemské desky. Poškozena byla i katedrála, zvl. její rozestavěné části, které nebyly obnoveny (Severní věž). Shořel i královnin palác.
V následujících letech se stavební činnost soustředila na obnovu hradu po strašlivém požáru. Jižní věž katedrály sv. Víta dostala nový ochoz a střechu (renesanční báň), pro věž byly Tomášem Jarošem odlity nové zvony (včetně největšího zvonu Zikmund) a katedrála byla uzavřena novou renesanční kruchtou podle návrhu Bonifáce Wohlmuta (dnes v severním transeptu). Po požáru bylo renesančně přestavěno a rozšířeno Křídlo zemských desk Starého královského paláce a byla znovu vystavěna Sněmovna Českého sněmu podle gotizujícího návrhu Bonifáce Wohlmuta.

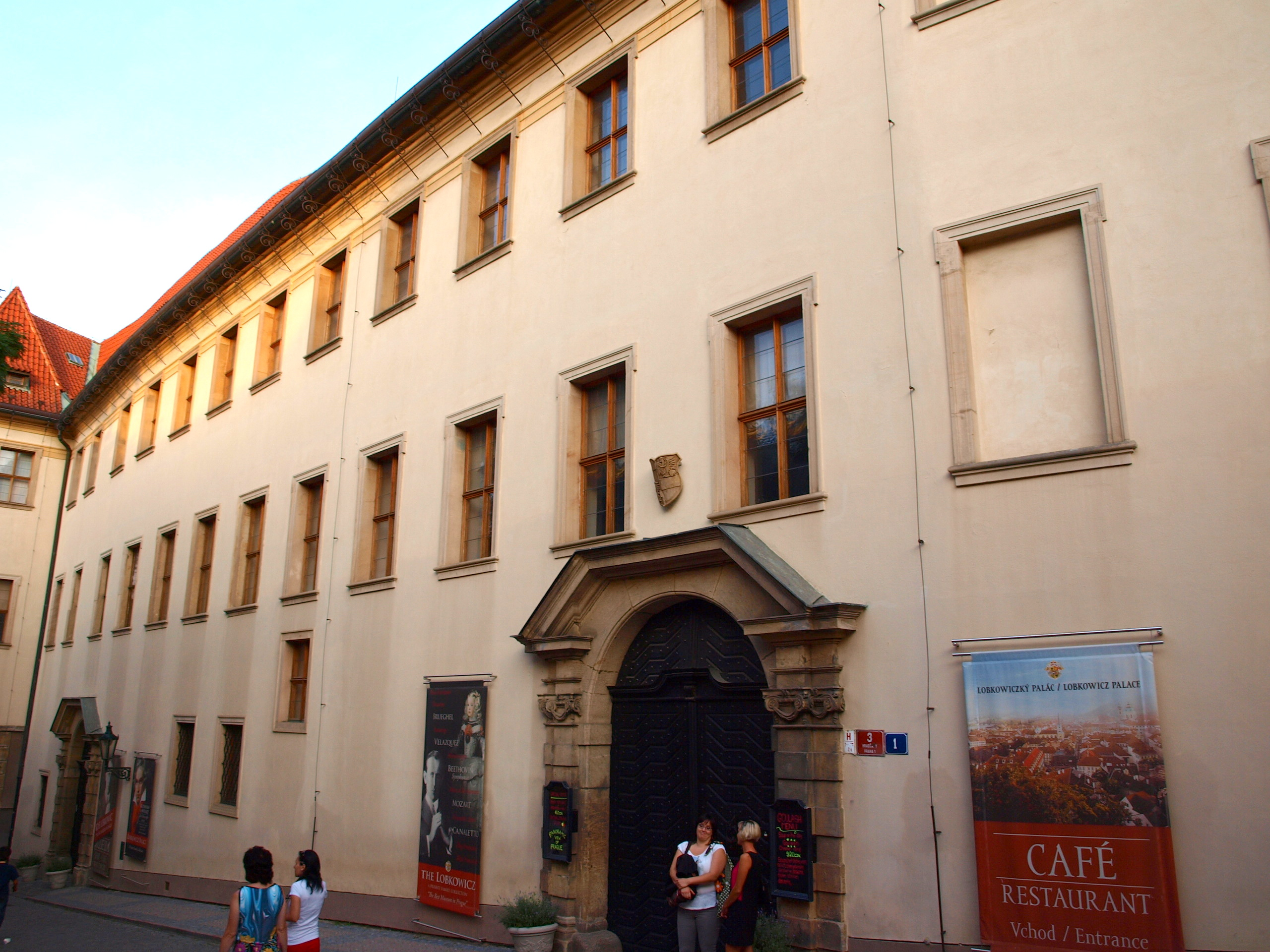
Lobkovický, původně Pernštejnský palác po barokní přestavbě

Po smrti své manželky královny Anny v roce 1547, jmenoval král Ferdinand svého mladšího syna Ferdinanda Tyrolského místodržícím v českých zemích. Ten se měl starat nejen o státnické záležitosti Českého království a reprezentaci dynastie, ale měl i dohlížet na stavební činnost na hradě. Otec Ferdinandovi poskytl mnoho peněz na chod jeho pražského dvora. Pod vedením Hanse Tirola byl roku 1554 dokončen nový palác, tzv. Nové či Ferdinandovo stavení, které sloužilo jako Ferdinandovy osobní obytné prostory.
V období 16. století si ve východní části Hradu začala své paláce budovat mocná šlechta. Po požáru roku 1541 zde byl vybudován přepychový renesanční palác pánů z Pernštejna a ještě přepychovější palác Rožmberků, paláce dvou nejmocnějších rodů doby. Východnější Pernštejnský palác po vymření Pernštejnů zdědili Lobkovicové, kteří jej pak nechali přestavět v období baroka a v jejichž držení je dodnes. Západnější Rožmberský palác získal od Petra Voka z Rožmberka výměnou za palác na Hradčanech Rudolf II. V majetku českého krále setrval až do doby Marie Terezie, která jej nechala pozdně barokně přestavět svým architektem Niccolo Paccassim pro potřeby nově založeného Ústavu šlechtičen.

### Za vlády Rudolfa II.

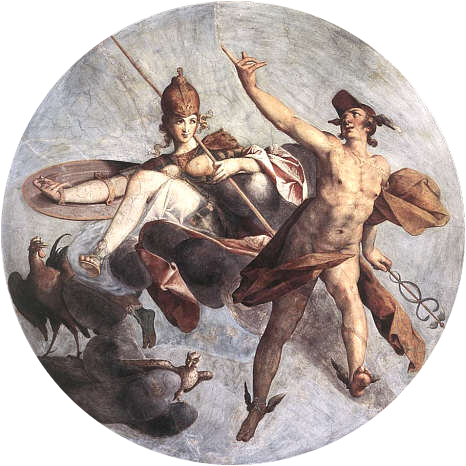
Jediný dochovaný zbytek výmalby interiérů Rudolfova paláce. Tato freska pochází z 2. patra románské Bílé věže, jež pak byla zahrnuta do Nového královského paláce. Autorem je Bartholomeus Spranger.

Rudolf II. nastoupil na český trůn roku 1576 a v roce 1583 si zvolil Pražský hrad jako svou hlavní trvalou rezidenci. Jeho rozhodnutí tedy znamenalo trvalé přesunutí císařského dvora do Prahy a mělo velký vliv na další stavební úpravy. Nastalo totiž období největších stavebních aktivit na Pražském hradě, během kterého vzniklo dnešní II. nádvoří s přiléhajícími budovami. Pro potřeby ubytování císaře byl vyhrazen prostor na jihu dnešního II. nádvoří, kde vznikl tzv. letní palác, patrně spojený se starším palácem Ferdinandovým. Hlavní vstup do něj vedl schodištěm napravo za Matyášovou bránou (během tereziánských úprav o patro snížené a barokně přestavěné). Tyto jižní objekty se staly základem dnešních reprezentačních prostor hradu. Na severu II. nádvoří vzniklo po obou stranách severní brány (vedoucí k Prašnému mostu a Královské zahradě) tzv. Severní stavení obsahující obrovské reprezentativní stáje. Jedna konírna byla dokonce dvoupatrová. Celkem dokázaly pojmout stovky koní. Nad stájemi vznikly dva sály vyhrazené rudolfinským uměleckým sbírkám – pro větší obrazy a sochy byl určen dnešní Španělský sál, pro další umělecká díla sloužila Rudolfova galerie, dnešní Obrazárna Pražského hradu. Pro potřeby tzv. kunstkomory, tedy sbírek Rudolfa II., byl postaven při východní (vnější) stěně staré románské hradby dvoupatrový tzv. Střední trakt spojující císařský palác se Severním stavením. Rudolf II. tak vytvořil jádro dnešního Nového královského paláce a z hradu učinil reprezentativní císařské sídlo.

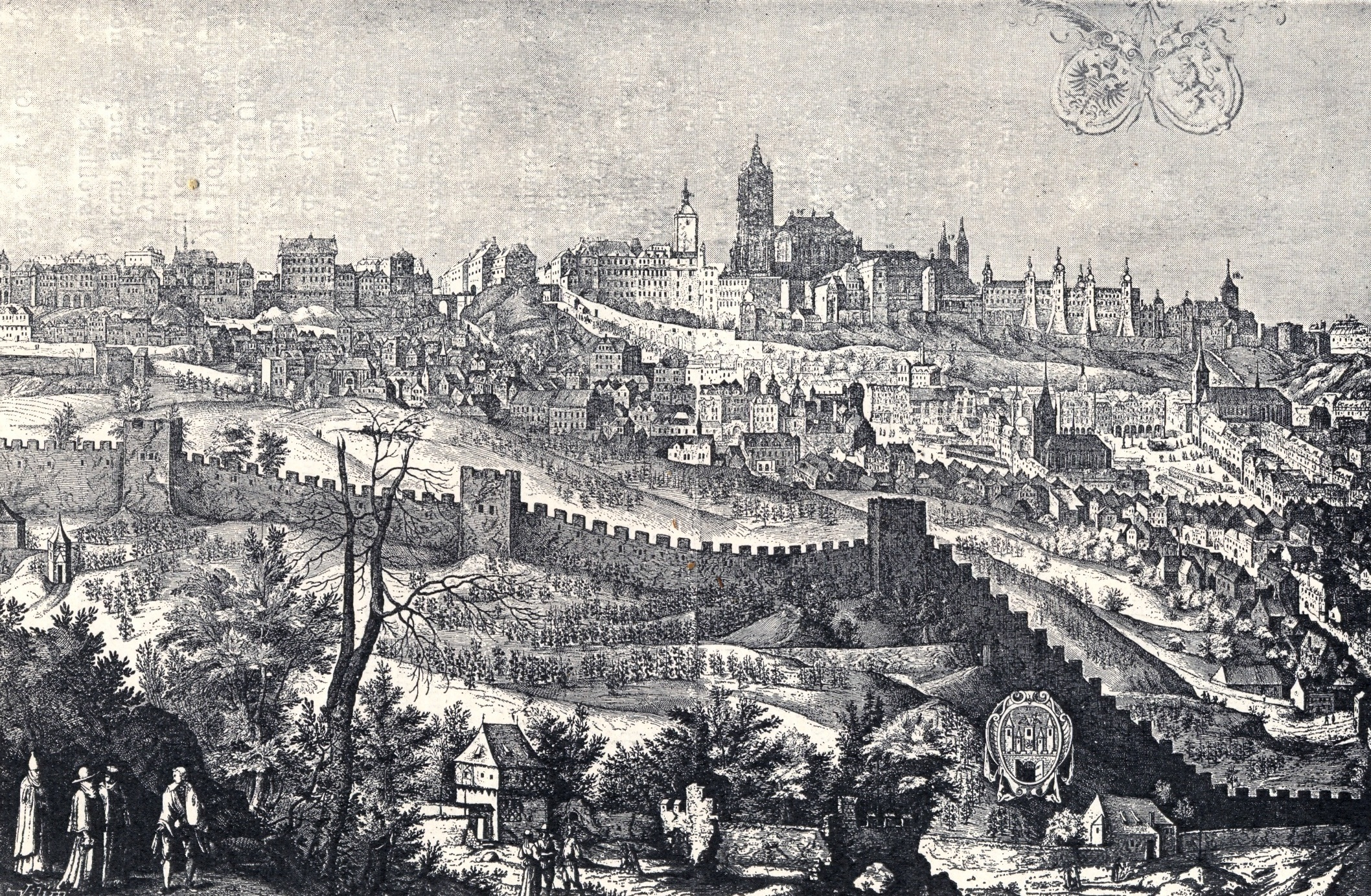
Pražský hrad v době Rudolfa II. (1607) Jiljího Sadelera

Za Rudolfovy vlády byla upravována i katedrála. Bylo dokončeno mramorové mauzoleum uprostřed katedrály nizozemského sochaře Alexandra Colina (objednané už císařem Maxmiliánem), v němž spočívá Rudolfův otec Maxmilián se svými rodiči Ferdinandem I. a Annou Jagellonskou. Pod Královským mauzoleem byla vybudována Nová královská hrobka, do které byly přesunuty ostatky českých králů ze Staré královské hrobky vybudované Karlem IV. pod kněžištěm. V této hrobce byl pak Rudolf sám pohřben. Dodnes se zde jeho ostatky nachází v původní cínové rakvi. Velká věž katedrály pak byla opatřena hodinami, renesanční mříží a zlacenou Rudolfovou iniciálou.
V roce 1576 byla před katedrálou Ulricem Aostallim postavena kaple sv. Vojtěcha. Byla stržena v roce 1879 v souvislosti s dostavbou východní části katedrály.
V Královské zahradě byl vybudován Lví dvůr pro exotickou zvěř a do Jeleního příkopu vysazeni jeleni, kteří mu dali jméno. Za Rudolfovy vlády vznikla také slavná Zlatá ulička, v tehdejší době však šlo o obvyklou parazitní chudinskou zástavbu (které byl hrad plný), jejímž je ale dnes posledním svědkem.

### V 17. století

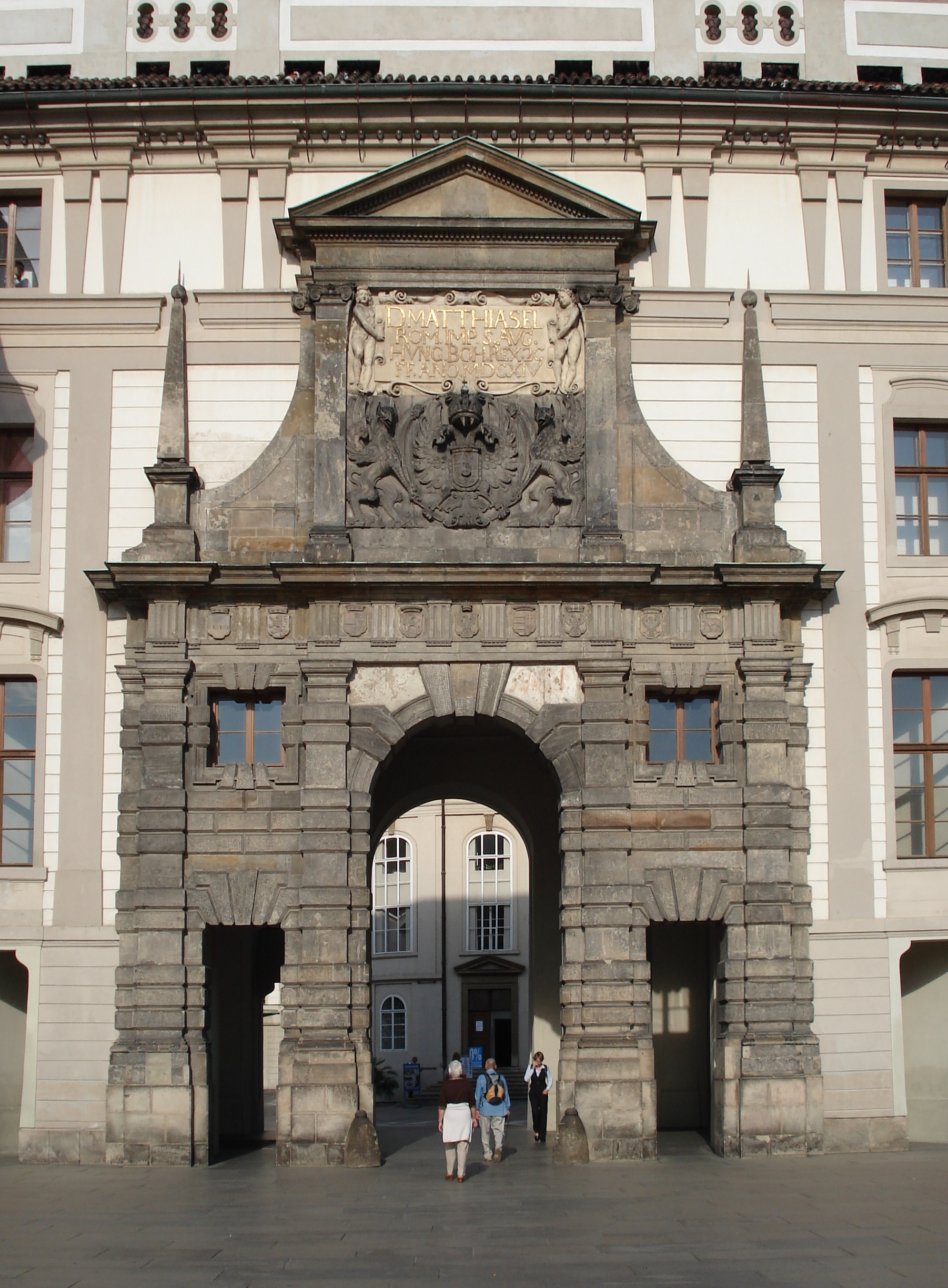
Matyášova brána. Pravděpodobně vznikla už za Rudolfa II., Matyáš ji roku 1614 nechal opatřit přinejmenším štukovým polem se svým jménem

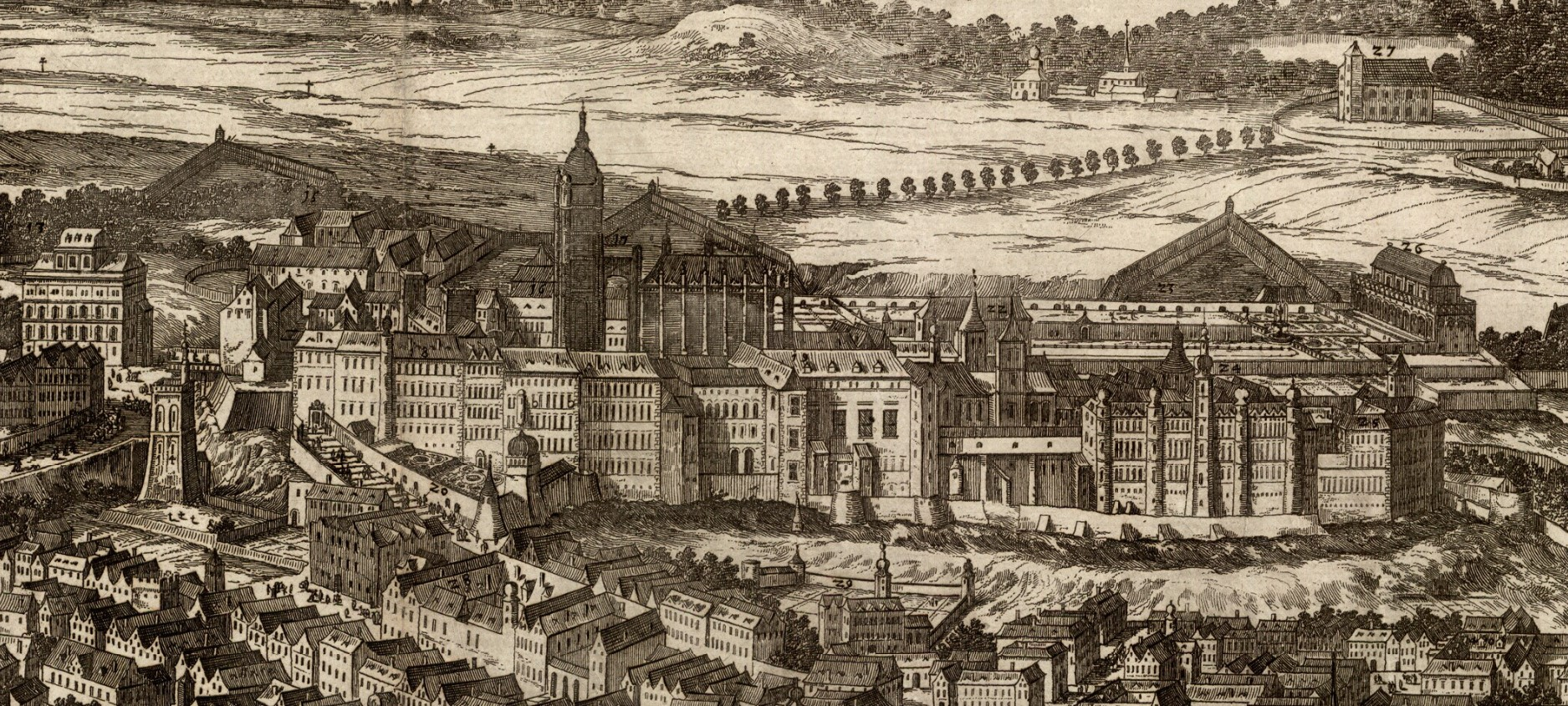
Pražský hrad na vedutě z roku 1685

Po smrti Rudolfa II. roku 1612 Pražský hrad přestal být hlavní a trvalou rezidencí panovníka a už se jí také nikdy nestal. Ovšem jeho význam nějak významně také neklesl. Po Vídni byla Praha stále nejvýznamnějším městem tehdejší monarchie a o Pražský hrad měli panovníci nadále starost. Už Rudolfův bratr Matyáš se rozhodl zvýšit a přestavět císařský palác (jižní křídlo Nového královského paláce), nechal opatřit západní bránu (tzv. Matyášova brána) raně barokním štítem se svým jménem a v Rajské zahradě pod okny královských (císařských) pokojů nechal postavit pozdně renesanční altánek.
Po propuknutí stavovského povstání byl zvolen nový král Fridrich Falcký, kterému právě rekonstruovaný Pražský hrad poskytoval komfortní bydlení. Jediným větším počinem, kterým se nový král zapsal do historie hradu, bylo vyplenění katedrály. Protestantský král totiž nechtěl mít svůj hlavní kostel plný pro něj modlářských vyobrazení. Proto byla velká většina vybavení, oltářů, obrazů a soch nenávratně zničena. Po porážce Fridricha Falckého v bitvě na Bílé hoře katedrála postupně dostávala nové vybavení, první kus – kalvárii – věnoval sám císař Ferdinand II.
Ještě před koncem třicetileté války se císař Ferdinand III. rozhodl rozšířit Nový královský palác o císařovnino křídlo. Zatímco předtím byl byt císařovny v 1. patře a byt císařův ve 2. patře, toto nové rozšíření přesunulo byt císařovny do 2. patra k bytu císařovu. Centrální místností paláce se pak stala společná ložnice císařského páru, která byla velice moderní záležitostí, neboť do té doby byly ložnice českých královských či císařských manželských párů oddělené. Z této ložnice se pak dalo vyjít jedním směrem do soukromých a reprezentačních pokojů císaře a směrem druhým do soukromých a reprezentačních pokojů císařovny, obě řady místnosti pak byly zakončeny vstupním schodištěm. Toto nové pražské schéma císařského obydlí pak kopírovaly ostatní císařské rezidence, včetně vídeňského Hofburgu. V Novém paláci byla postavena nová kaple, na císařovo přání zasvěcená sv. Václavu a rudolfinský Střední trakt byl rozšířen tzv. novými salony pro doprovod císařovny. Stavební práce byly ukončeny roku 1644.

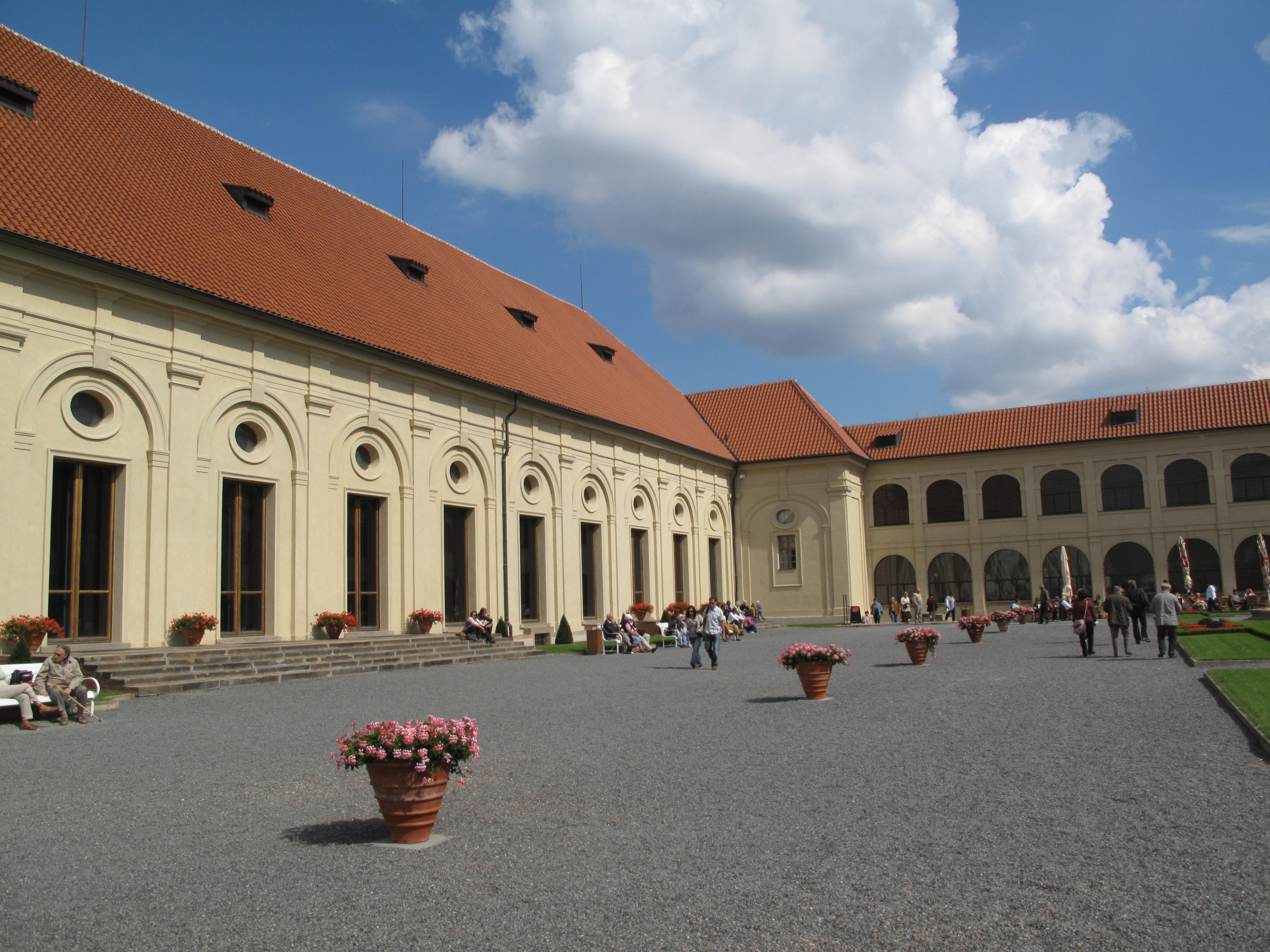
Jízdárna Pražského hradu z roku 1694

V roce 1648 Švédové vtrhli na Pražský hrad. Poničili převážně interiéry, ale hlavně ukradli většinu rudolfinských sbírek. Královská rodina (především císař Ferdinand III. a arcivévoda Leopold Vilém) se pak okamžitě snažila rozkradenou obrazárnu na Pražském hradě obnovit. Do roku 1652 tedy vznikla nová obrazárna tvořená zachráněnými rudolfinskými obrazy a nově přikoupenou bývalou Buckinghamovou sbírkou.
Výrazně se do dějin Pražského hradu zapsal i císař a král Leopold I. Z několika jeho návštěv Prahy byl nejvýznamnější jeho pobyt od září 1679 do května 1680, kdy v Praze pobýval dokonce s celou rodinou i dvorem, neboť ve Vídni řádil mor. Mor (tentokrát v Praze) ho donutil Prahu i opustit. Jeho vládu dodnes v areálu hradu připomínají barokní kašny s korunovaným písmenem „L“. Leopold se také pokusil o barokní dostavbu katedrály, tento příliš finančně náročný záměr pak dlouho připomínaly rozestavěné pilíře. Leopold nechal za Jelením příkopem roku 1680 postavit divadlo Comedihaus. V letech 1694–1695 pak nechal vystavět novou monumentální jízdárnu, jejímž architektem byl J. B. Mathey.

### V 18. století

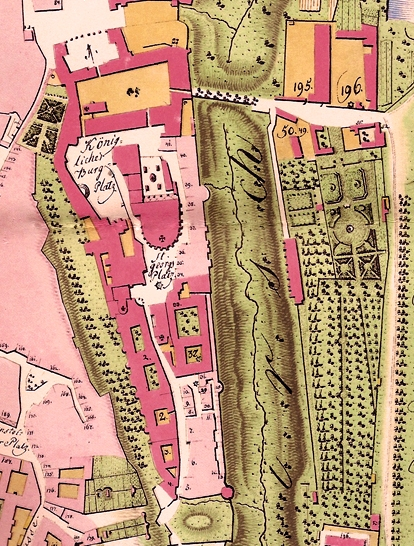
Plán Pražského hradu z roku 1791

Pražský hrad zažil během dvacátých let 18. století tři velké vskutku barokní slavnosti – korunovaci císaře Karla VI. českým králem (1723) a slavnosti u příležitosti blahořečení (1721) a svatořečení (1729) Jana Nepomuckého. S jeho blahořečením a svatořečením pak souvisela stavba kaple sv. Jana Nepomuckého při svatojiřské bazilice a zřízení stříbrného náhrobku světce ve svatovítské katedrále.
Vláda Marie Terezie byla poznamenána válkami, které se značně dotýkaly i přímo Pražského hradu. Pražský hrad byl obléhán Francouzi (1741) i Prusy (1757). Marie Terezie se dala roku 1743 korunovat českou královnou, ale tato narychlo uspořádaná korunovace se nemohla pompou rovnat korunovaci Karla VI. V letech 1755–1775 pak proběhla obrovská přestavba západní části hradního areálu, při níž dostal Nový královský palác svou dnešní jednotnou fasádu a úplně nově vzniklo čestné nádvoří (tzv. court d'honneur) – I. nádvoří. Ze stavebně nesourodého hradu se tak měla stát reprezentativní královská (i císařská) rezidence zámeckého charakteru. Architektem této přestavby ve stylu vídeňského barokního klasicismu byl Nicolo Pacassi spolu s Antonínem Haffeneckerem. 

### Za vlády habsbursko-lotrinské dynastie
Císař Josef II. zrušil klášter sv. Jiří a zřídil zde kasárny. Právo korunovat českou královnu tehdy přešlo z abatyše kláštera sv. Jiří na abatyši blízkého Ústavu šlechtičen.

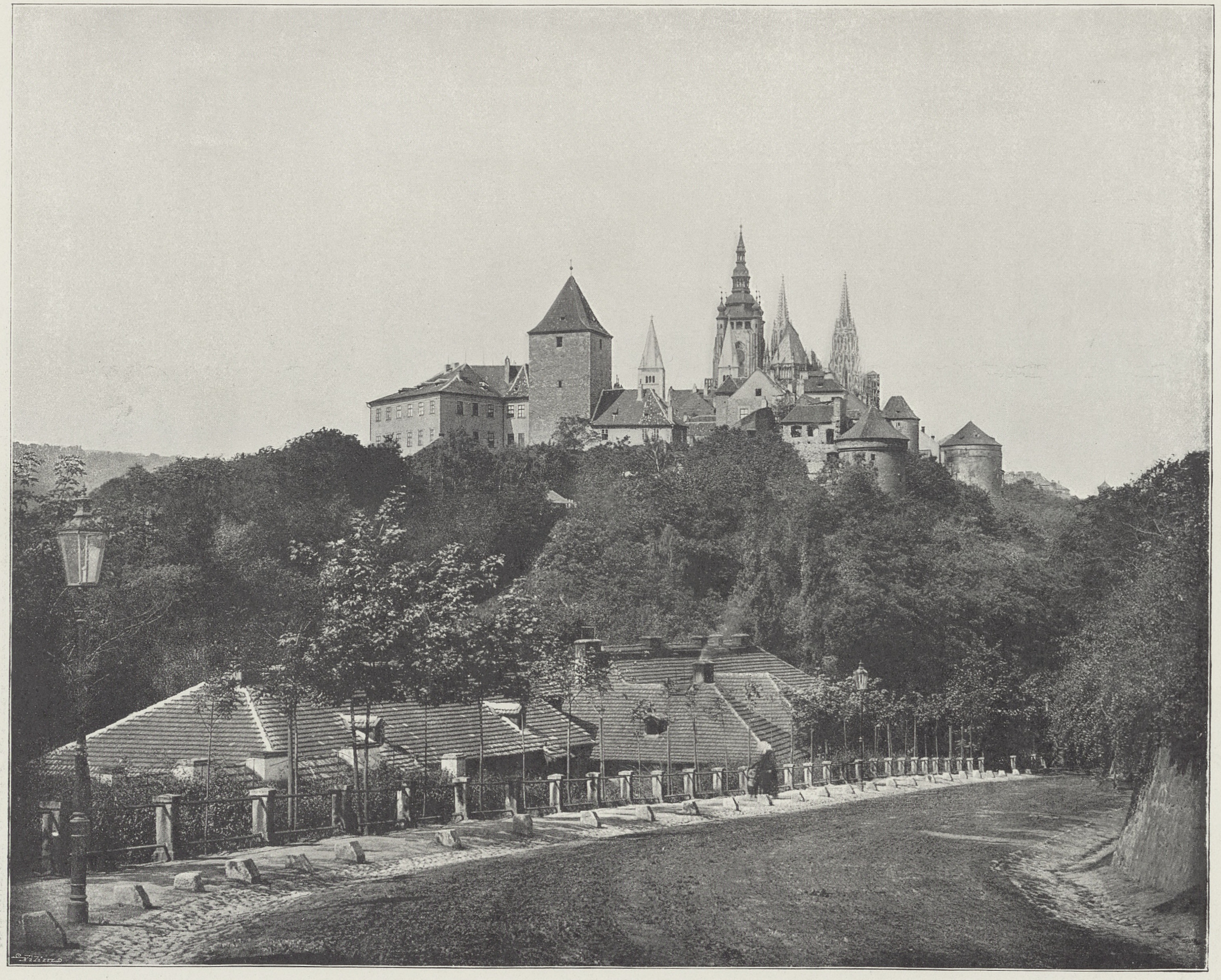
Pražský hrad a podhradí roku 1918

Po své abdikaci v roce 1848 až do své smrti v roce 1875 bydlel v Novém královském paláci na Pražském hradě rakouský císař a poslední korunovaný český král Ferdinand I. Dobrotivý. Ferdinand se svou manželkou Marií Annou inicioval přestavbu kaple svatého Kříže na druhém nádvoří.
Během příprav korunovace císaře Františka Josefa I. českým králem byl v letech 1865–1868 do dnešní podoby upraven Španělský sál a Rudolfova galerie v Novém královském paláci.
Dne 1. října 1873 byl kardinálem Bedřichem Schwarzenbergem položen základní kámen k dostavbě západní části katedrály svatého Víta. Na opravě staré části katedrály a na její dostavbě se podíleli tři hlavní architekti: Josef Kranner, Josef Mocker a Kamil Hilbert. Na přelomu 19. a 20. století prošla drastickou puristickou rekonstrukcí bazilika svatého Jiří a na Jiřském náměstí bylo Josefem Mockerem vybudováno Nové děkanství v neogotickém stylu.

### Prezidentská rezidence

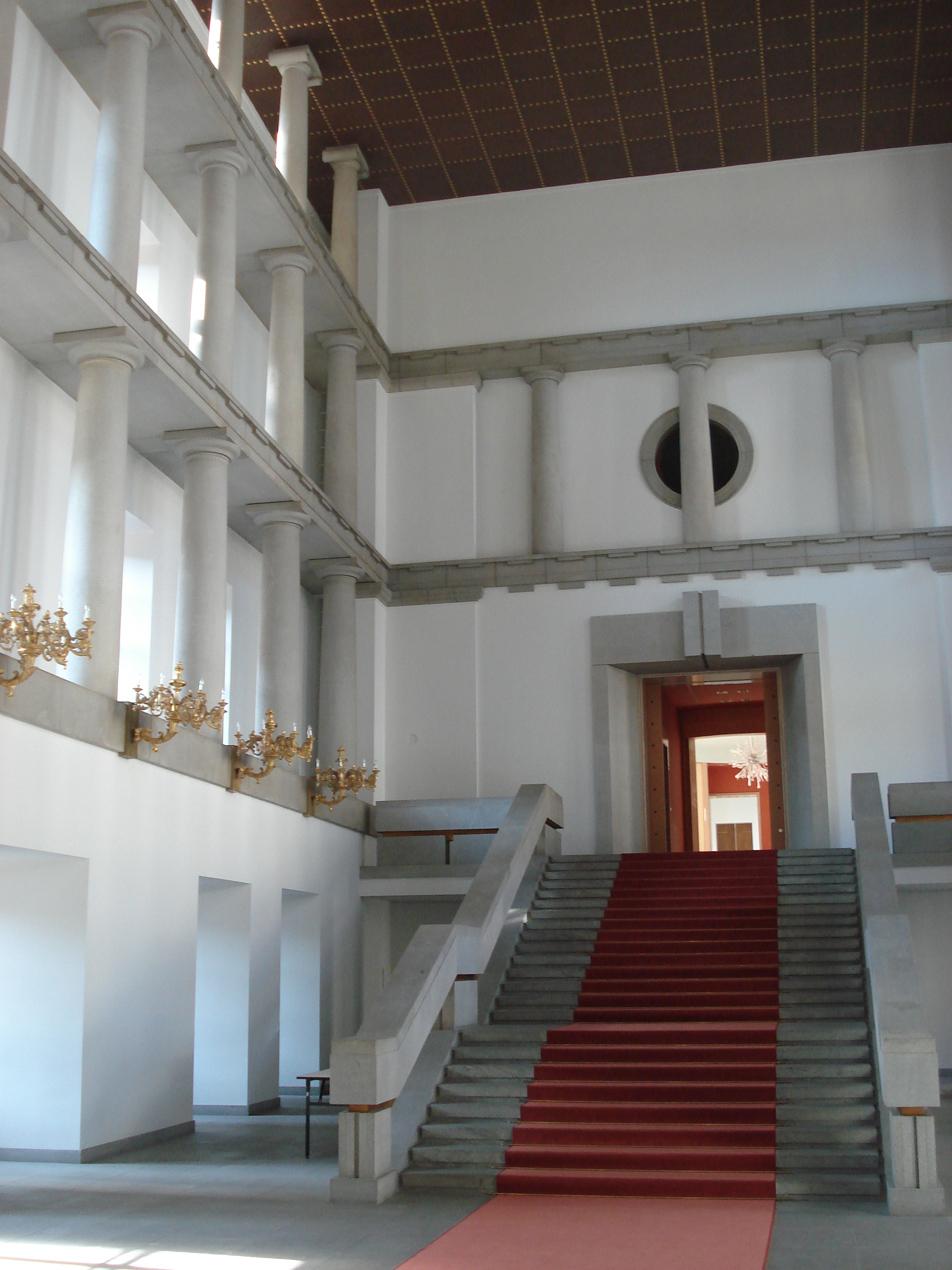
Plečnikovo schodiště vedoucí do Španělského sálu

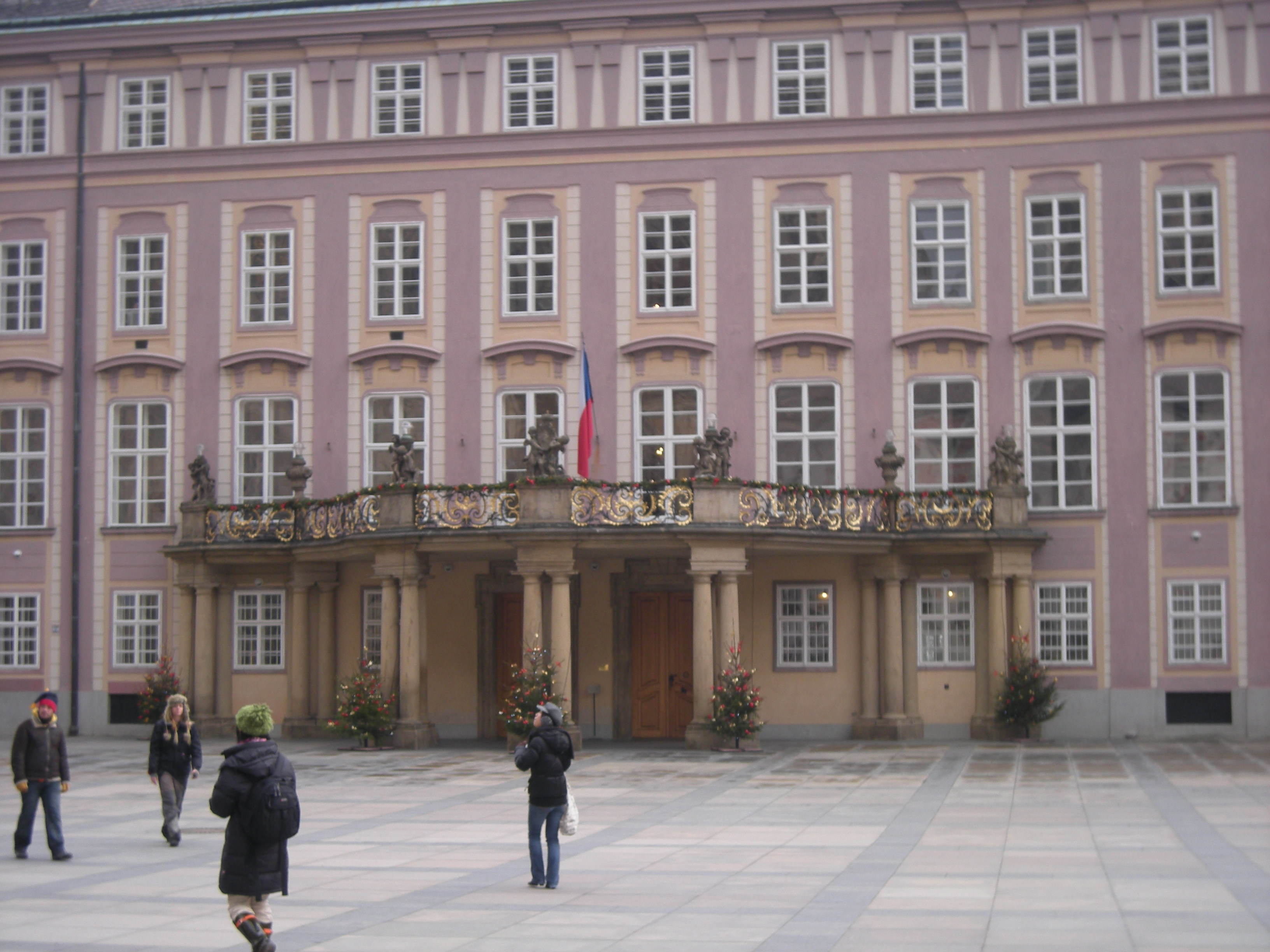
Prezidentský balkon na III. nádvoří Pražského hradu

Se vznikem Československé republiky vyvstala i nutnost přestavby Hradu k jeho novým funkcím. Přestavba byla realizována pod záštitou prezidenta republiky Tomáše Garrigua Masaryka, který v rozhovoru s Karlem Čapkem označil za cíl “hrad monarchický proměnit na hrad demokratický.” Československá architektonická obec požadovala jednotný přístup, aby každý projekt na Hradě neměl jiné architektonické řešení. Na počátku Masaryk spolupracoval s architektem Kotěrou. V roce 1920 však Masaryk jmenoval hradním architektem slovince Josipa Plečnika, který byl profesorem na pražské UMPRUM. Plečnikovým nástupcem byl jeho žák Otta Rothmayer.
Plečnik navrhl dláždění nádvoří. prezidentskou rezidenci a přestavěl hradní zahrady obdobným přístupem, který užil Ieoh Ming Pei při úpravách Louvru o mnoho let později. Ten se vyznačoval užitím rázné modernity, která však dokázala citlivě integrovat dědictví minulosti. Stejně jako Pei, i Plečnik byl cizincem (profesorem na pozvání Vysoké školy uměleckoprůmyslové v Praze), který vyhrál zakázku na základě soutěže, a jehož konečné architektonické řešení bylo ve své době ostře kritizováno.
Od vchodu do prvního nádvoří vedl Plečnik sloupořadí v plné výši budovy, které jej spojilo se Španělským sálem. Jednalo se o jednoduché sloupořadí v ionském stylu zastřešené kazetovým stropem. Čelní stěna se vstupem (přes Rothmayerův sál) vedoucím do Španělského sálu byla pojata jako triumfální brána. 
Sám Plečnik se nedožil realizace všech svých projektů. Například výstavní síň v Jízdárně Pražského hradu byla dokončena až po válce v roce 1949 pod vedením jeho nástupce Pavla Janáka.

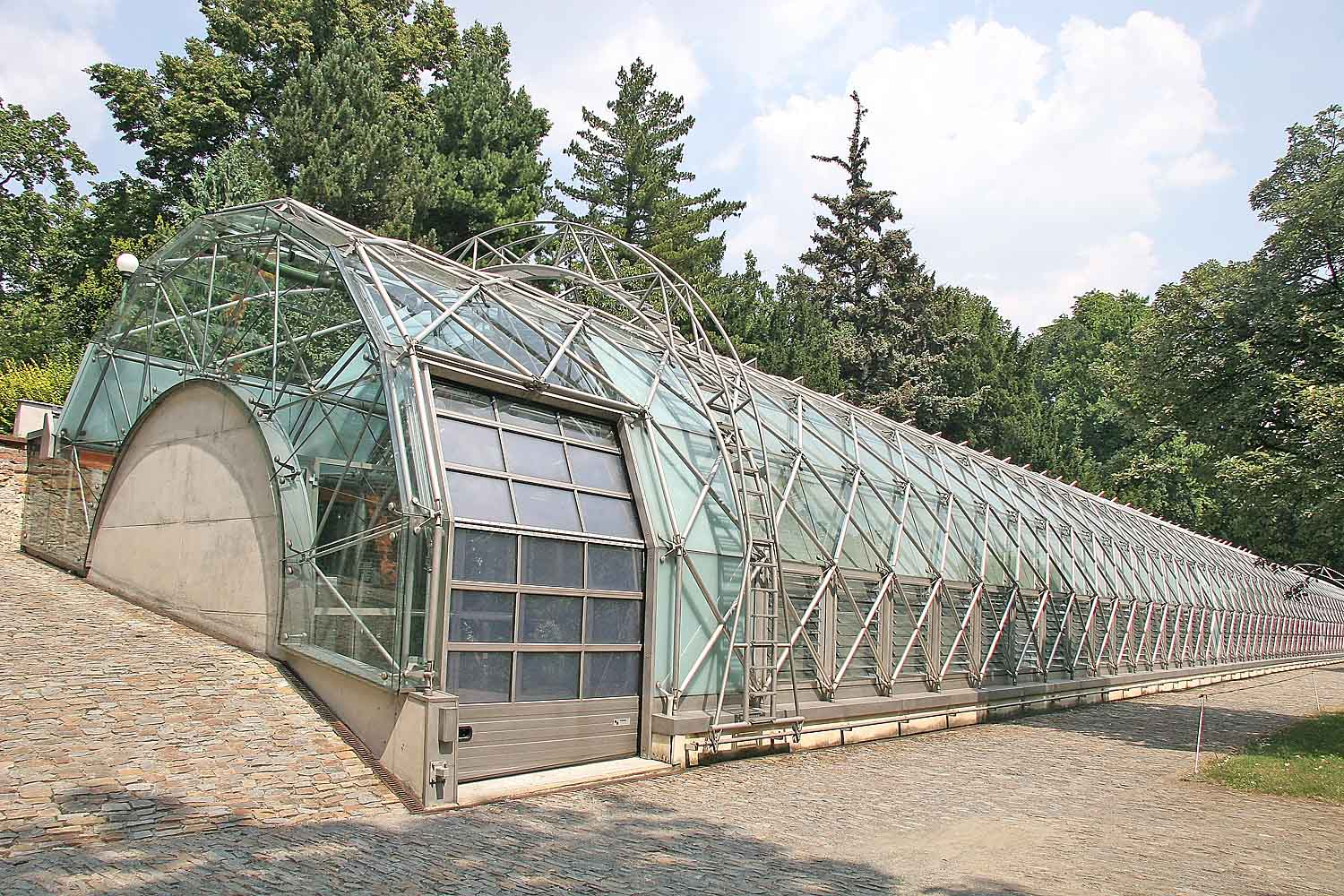
Oranžerie v Královské zahradě podle projektu Evy Jiřičné

Prozatím poslední zásadnější úpravy Pražského hradu proběhly pod záštitou prezidenta Václava Havla. Ten jmenoval hlavním architektem Pražského hradu architekta Bořka Šípka, v areálu Hradu pracovali rovněž architekti Eva Jiřičná a Josef Pleskot, na rekonstrukci interiérů se podílela bytová architektka Franziska Diana Sternbergová. Mezi nejdůležitějšími zásahy té doby jsou nové vchody do prezidentské kanceláře a do obrazárny na II. nádvoří, lávka přes Chotkovu ulici, tunel pod Prašným mostem či Oranžérie. V následujících letech pak probíhaly především rekonstrukce historických hradních budov. 

## Objekty Pražského hradu
Západní část Pražského hradu tvoří původně císařské palácové budovy uspořádané kolem třech nádvoří, v dnešní podobě od Nicolo Pacassiho z 18. století. Historicky nejvýznamnější stavby, katedrála, Starý královský palác a bazilika s bývalým klášterem sv. Jiří, jsou v centrální části (při Jiřském náměstí). Ve východní části jsou dva původně šlechtické paláce, (dříve) obytné domy a zachované části středověkého opevnění včetně věží. Jižní strana hradu je lemována zahradami. K Pražskému hradu patří i prostory mimo ostrožnu, za Jelením příkopem na severu rovnoběžně ležící Královská zahrada s letohrádkem a na západ od ní situovaná Lumbeho zahrada s přilehlou jízdárnou.
Kromě památek jako je například katedrála svatého Víta nebo Starý královský palác, lze na Pražském hradě navštívit i několik trvalých expozic. Mezi ně patří Obrazárna Pražského hradu v bývalých stájích Nového královského paláce, Příběh Pražského hradu ve Starém královském paláci a Svatovítský poklad, vystavený v kapli svatého Kříže. Mimo to se v Jízdárně Pražského hradu a v Císařské konírně konají nejrůznější krátkodobé výstavy.
Budovy Pražského hradu zastupují prakticky všechny architektonické styly 2. tisíciletí.
1 Hradčanské náměstí
2 Hradní brána
3 První nádvoří
4 Matyášova brána
5 Druhé nádvoří
6 Třetí nádvoří
7 Náměstí U Svatého Jiří
8 Ulice Jiřská
9 Východní brána
10 Staré zámecké schody
11 Na Valech
12 Rajská zahrada
13 Nové zámecké schody
14 Na Baště, Čtvrté nádvoří
15 Prašný most
16 Jelení příkop
17 Opyš
18 Ulice Vikářská
19 Kašna
20 Studna
21 Monolit
22 Socha svatého Jiří
23 Kaple svatého Kříže
24 Plečnikova sloupová síň
25 Obrazárna Pražského hradu
26 Španělský sál
27 Císařská konírna
28 Příjezd k bytu prezidenta
29 Katedrála svatého Víta, Václava a Vojtěcha
30 Přístřešek s vykopávkami
31 Staré proboštství
32 Na Vikárce a Slévárenský dvůr
33 Mihulka
34 Orlí kašna
35 Býčí schodiště
36 Prezidentská kancelář a byt
37 Stará sněmovna
38 Jezdecké schody
39 Vladislavský sál
40 Kapitulní knihovna
41 Nové proboštství
42 Bazilika svatého Jiří
43 Tereziánský ústav šlechtičen
44 Kostel Všech svatých
45 Zlatá ulička
46 Staré purkrabství
47 Lobkovický palác
48 Bývalý klášter svatého Jiří
49 Bílá věž (dnešní)
50 Daliborka
51 Černá věž

### Nádvoří
V Pražském hradu se nacházejí celkem 4 nádvoří.

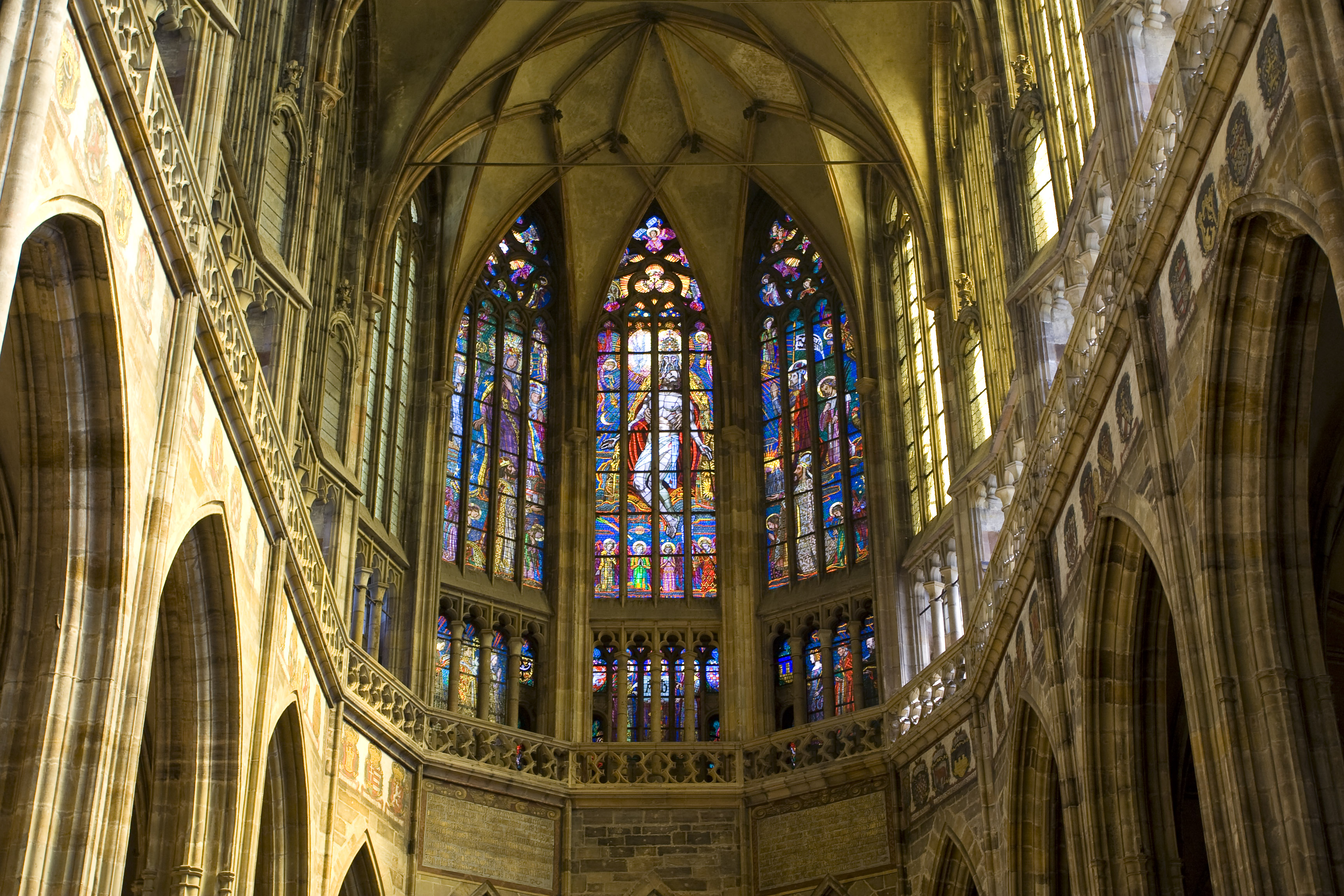
Interiér katedrály sv. Víta

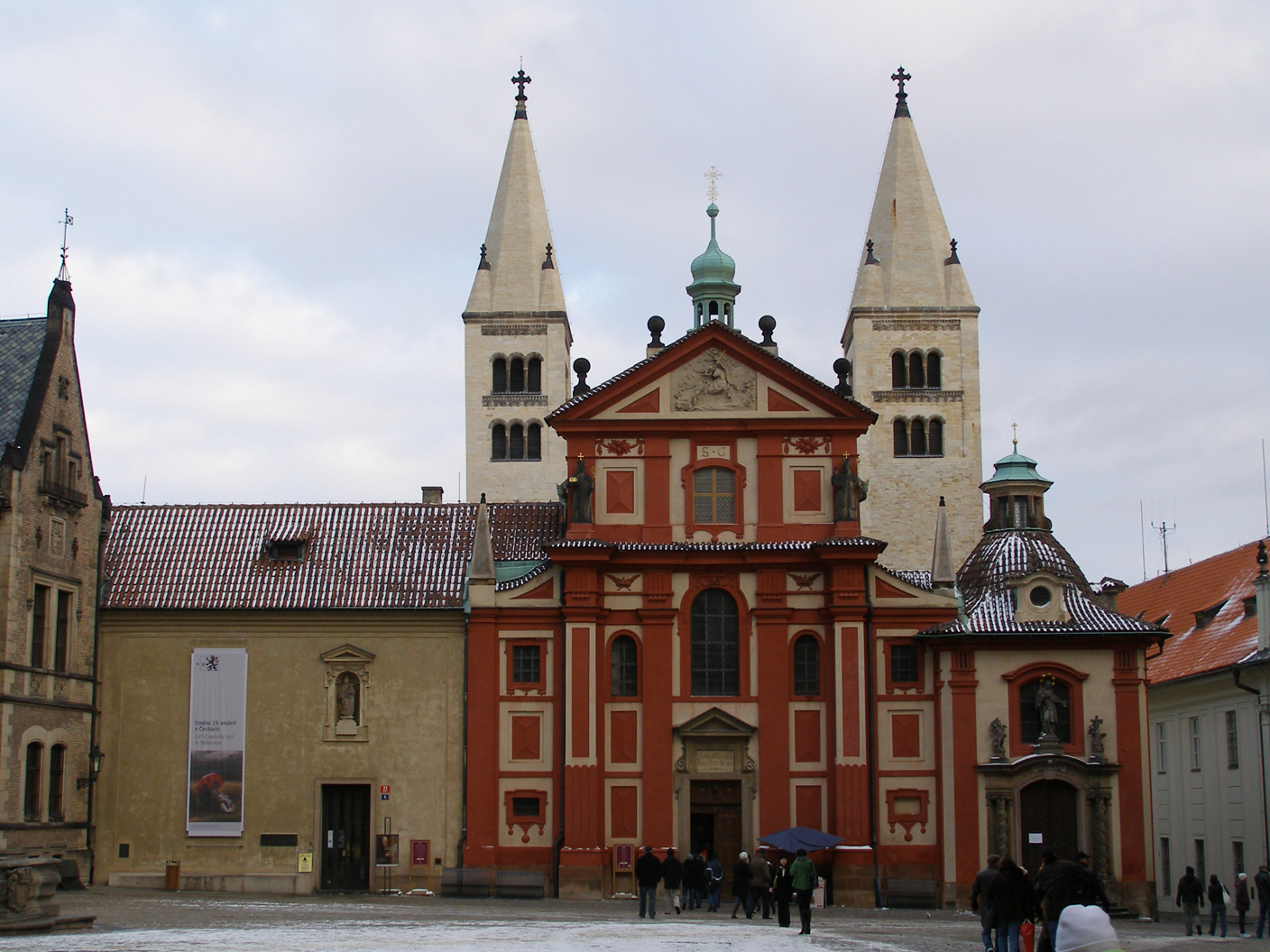
Bazilika svatého Jiří

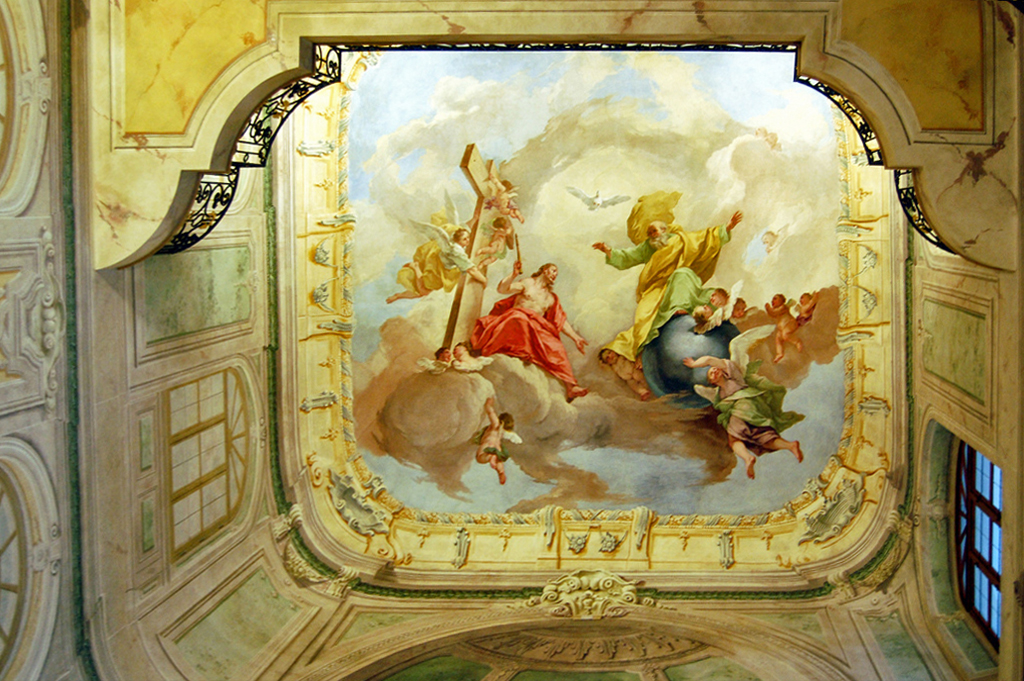
Kaple Nejsvětější Trojice v Ústavu šlechtičen, pohled na strop

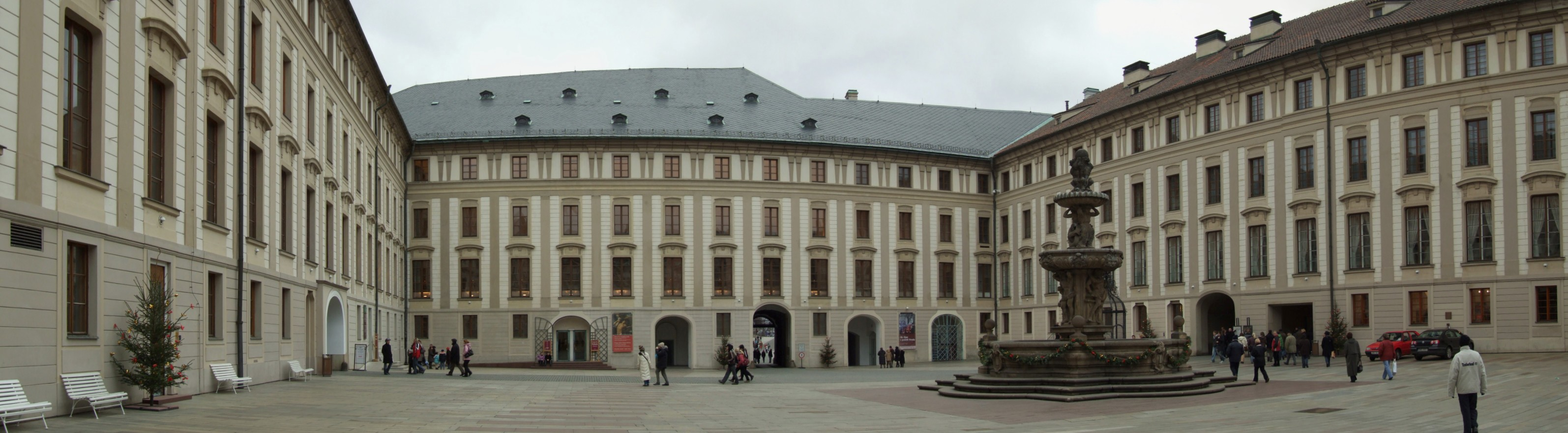
Druhé nádvoří v Novém královském paláci

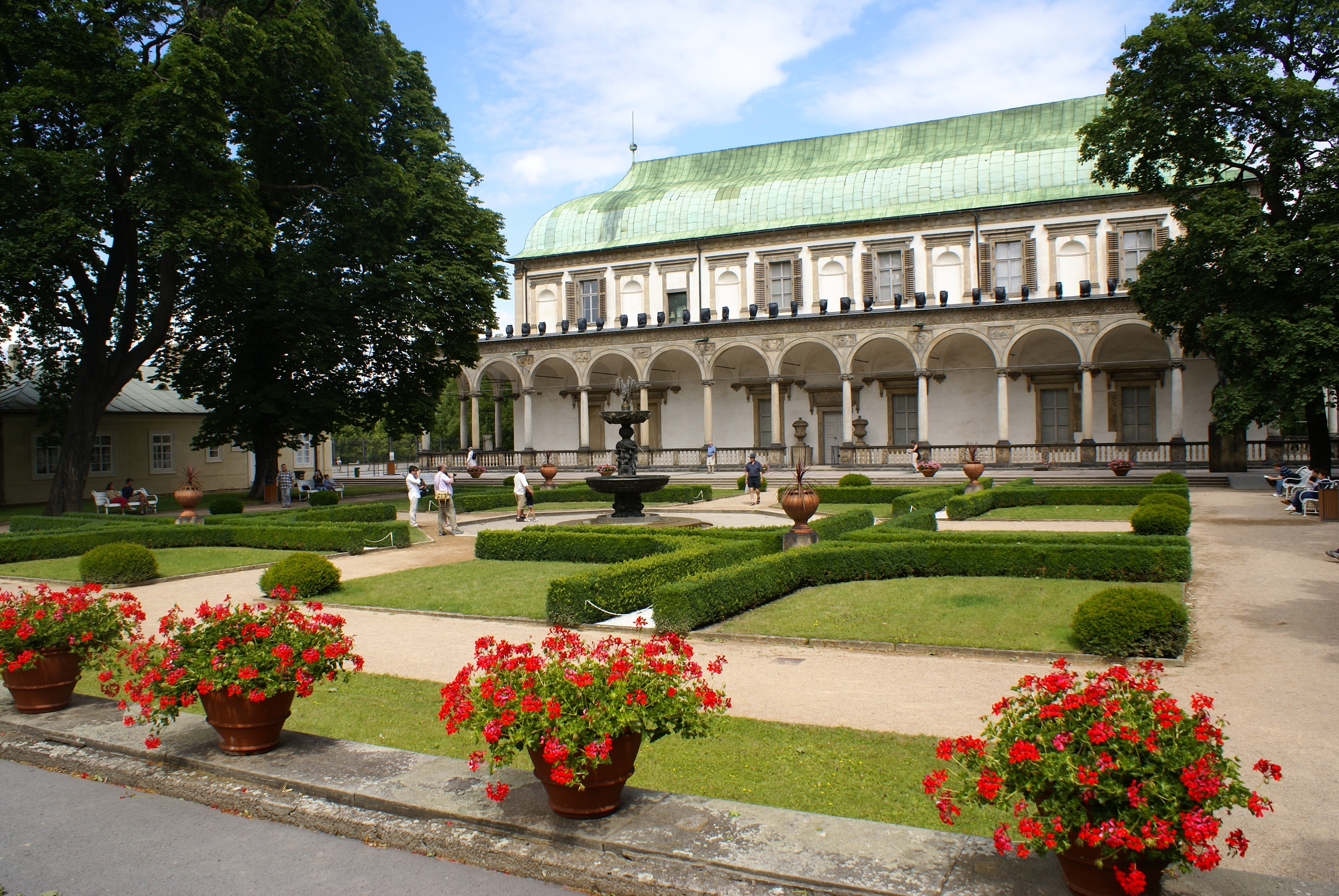
Letohrádek královny Anny

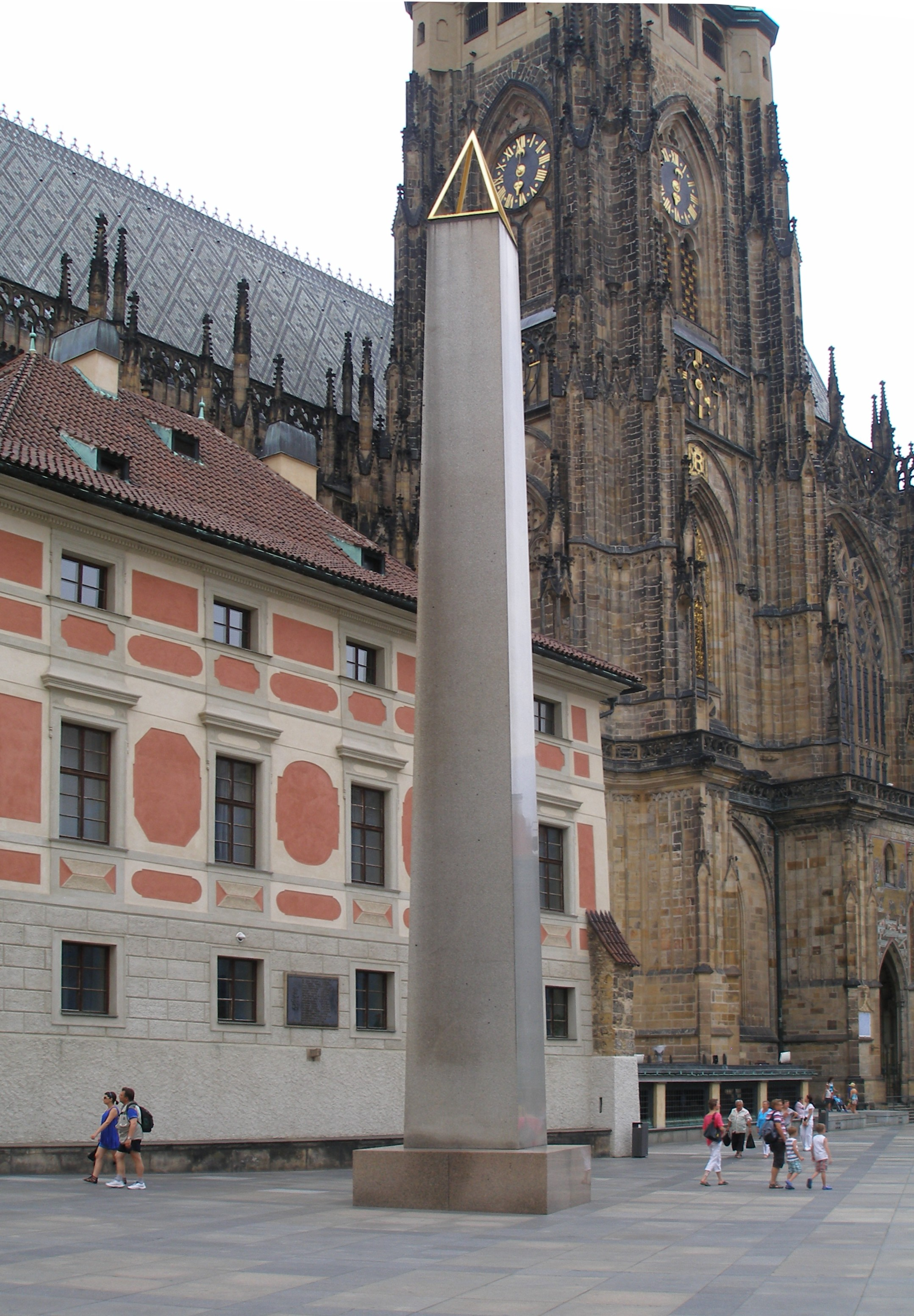
Obelisk na třetím nádvoří

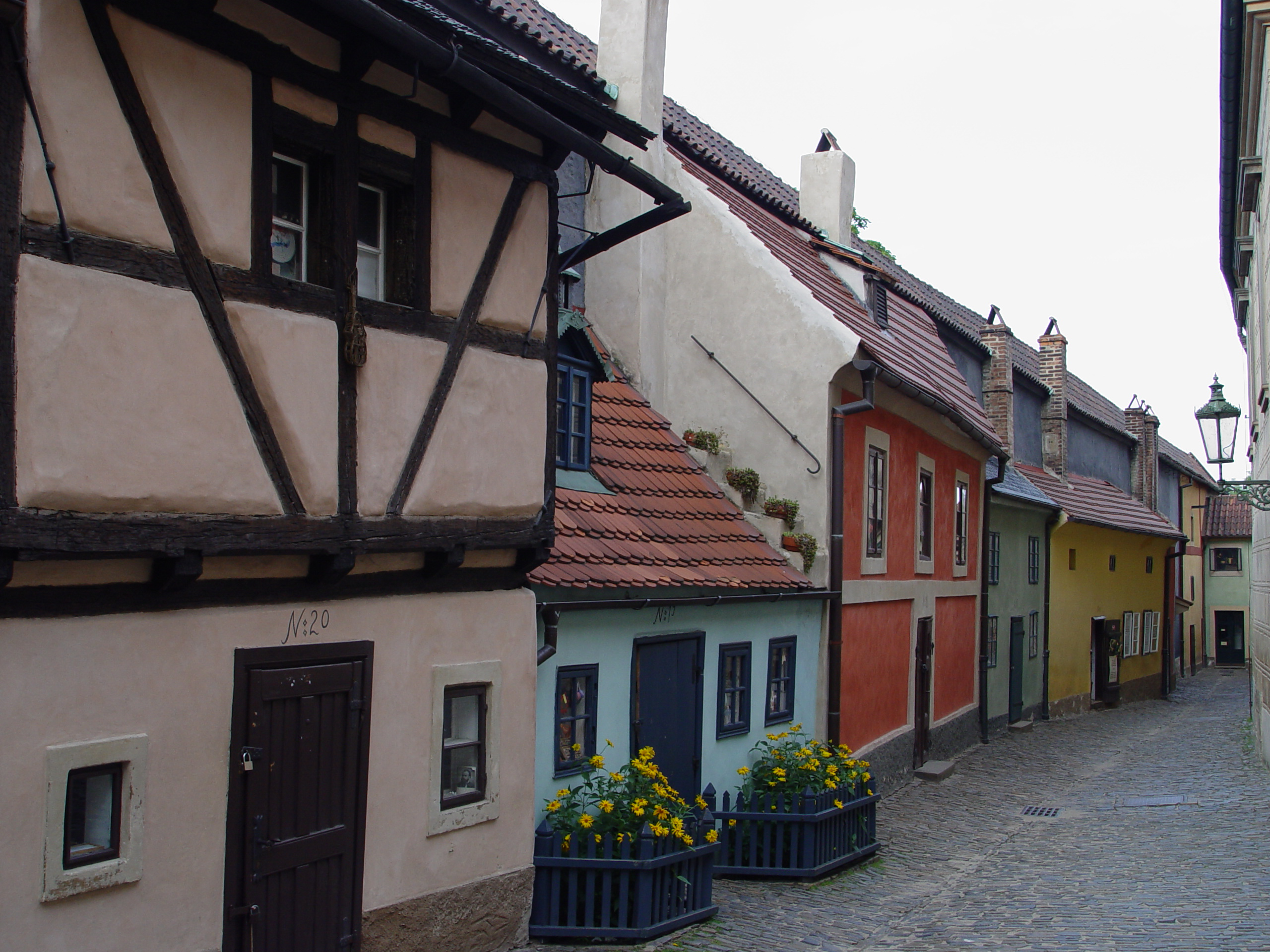
Zlatá ulička

- I. nádvoří
- II. nádvoří
- III. nádvoří
- IV. nádvoří

### Kostely a kaple
- Katedrála svatého Víta, Václava a Vojtěcha (uvnitř Hrobka českých králů a kaple Svatováclavská)
- Bazilika svatého Jiří
- Kaple svatého Kříže
- Kostel Všech svatých
- Kaple Nejsvětější Trojice v Ústavu šlechtičen (bývalý Rožmberský palác)

### Klášter
- bývalý klášter svatého Jiří

### Paláce
- Starý královský palác
- Nový královský palác
- Letohrádek královny Anny
- Lobkovický palác
- Tereziánský ústav šlechtičen (bývalý Rožmberský palác)

### Sály
- Vladislavský sál
- Španělský sál
- Rudolfova galerie
- Sloupová síň

### Věže
- Hlavní věž je součástí katedrály při její jižní straně
- Daliborka
- Prašná věž – Mihulka
- (Nová) Bílá věž
- Bílá věž (Soběslavova)
- Černá věž
- Jižní věž (brána)
- Biskupská (Matematická) věž – zaniklá

### Další objekty
- Prašný most
- Zlatá ulička
- Staré proboštství (1963–1992 Dům československých dětí)
- Kapitulní děkanství
- Jízdárna Pražského hradu
- Lví dvůr
- Míčovna
- Zvon Zikmund
- obelisk na III. hradním nádvoří

### Sochy a sousoší
- Sousoší Souboj Titánů
- Socha svatého Jiří
- Socha svatého Petra
- Socha svatého Pavla
- Socha svatého Václava
- Socha Ponocný (Jelení příkop)
- Socha mládí
- Socha Dobrý pastýř (Rajská zahrada)
- Socha Vítěz (u Letohrádku královny Anny v Královské zahradě)
- Socha sv. Jana Nepomuckého
- Alegorie noci
- Sochy Antická božstva (Hartigovská zahrada)
- Lev s korunou a putti (Hartigovská zahrada)

### Studny a kašny
- Zpívající fontána (u Letohrádku královny Anny v Královské zahradě)
- Kohlova kašna (2. nádvoří)
- Herkulova kašna (zahrada Na valech)
- Studna s renesanční mříží (na druhém nádvoří)
- Orlí kašna (3. nádvoří)
- Medvědí kašna

### Zahrady
- Jelení příkop – 3,09 ha (horní část) a 5,06 ha (dolní část)
- zahrada Na Baště – 27720 m²
- Královská zahrada – 3,6 ha
- Produkční zahrady Pražského hradu (Lumbeho zahrada)
- zahrada Na Valech – 1,43 ha
- Hartigovská zahrada – 757 m²
- Rajská zahrada – 0,38 ha
- Palácové zahrady pod Pražským hradem
- zahrada Na terase Jízdárny – 3452 m² (terasa) a 2241 m² (jízdárenský dvůr)

## Galerie architektů Pražského hradu

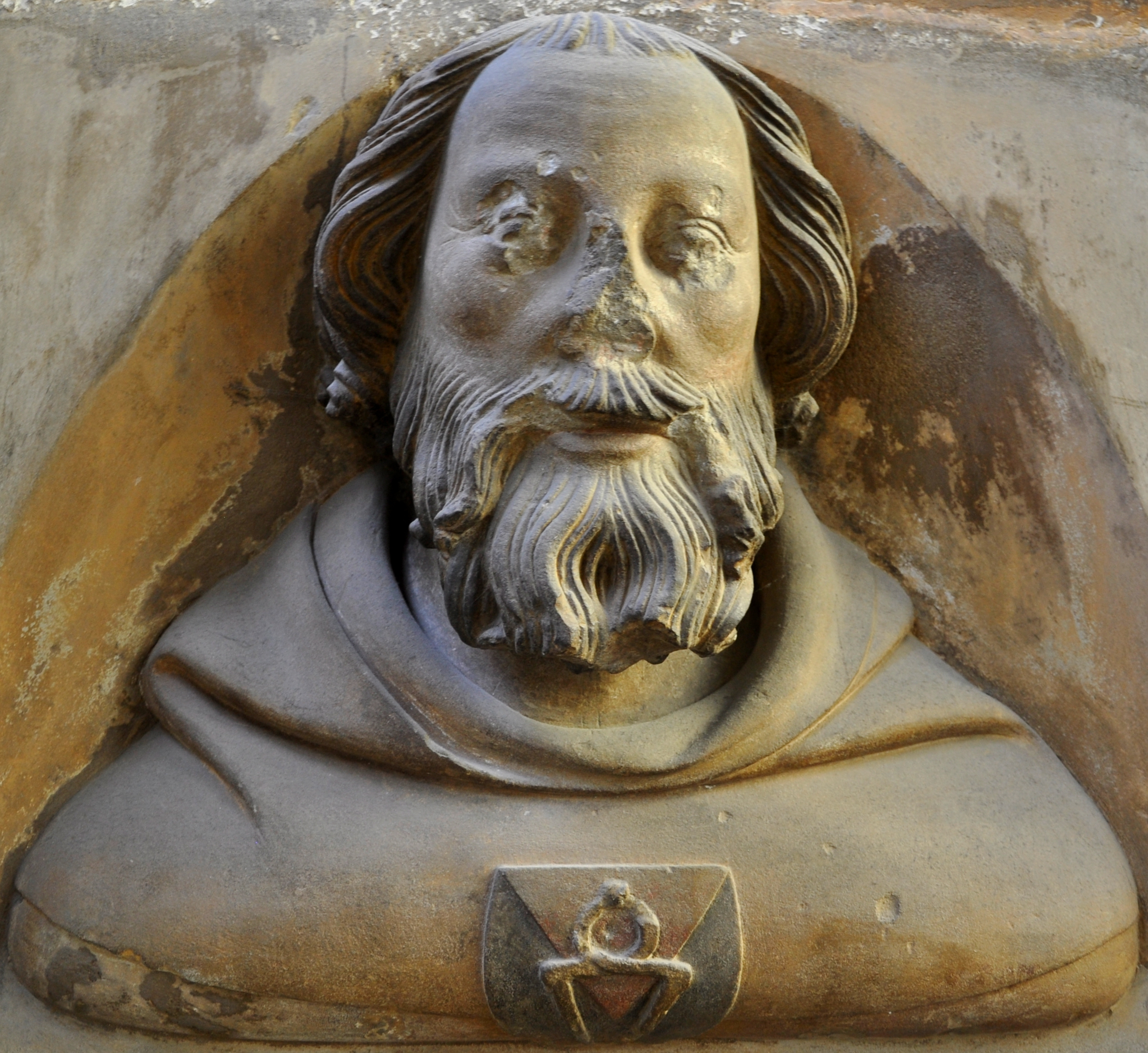
Matyáš z Arrasu (1290-1352)
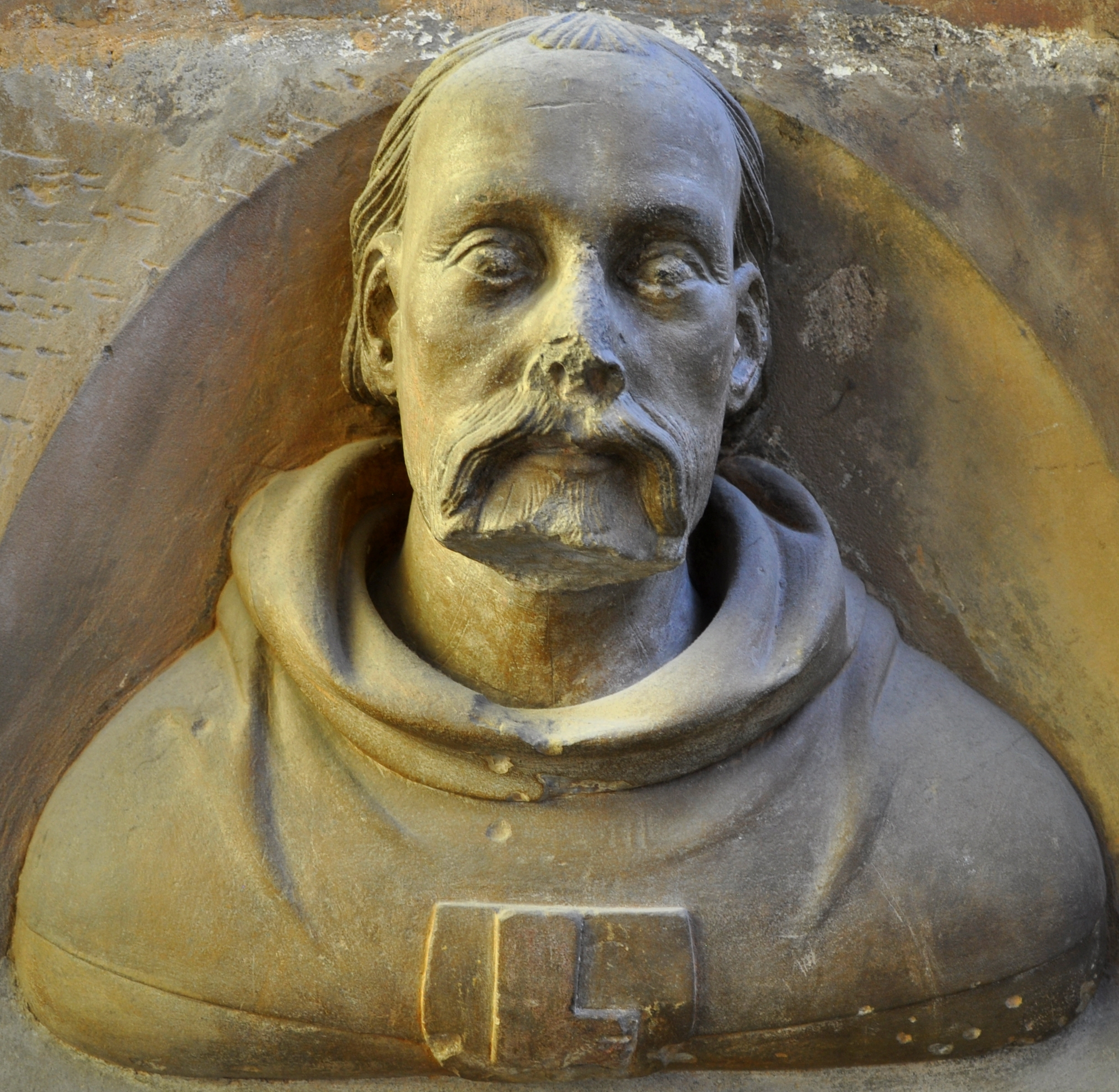
Petr Parléř (1332/3-1399)
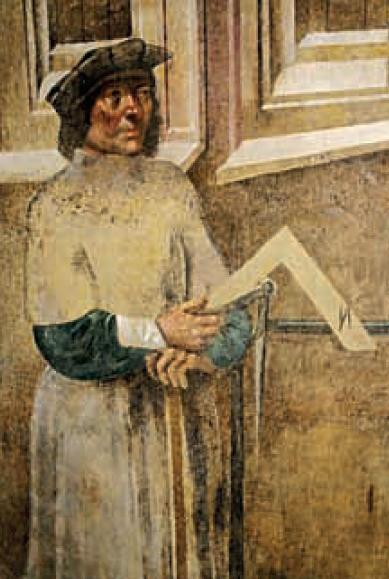
Benedikt Rejt (1454–1536)
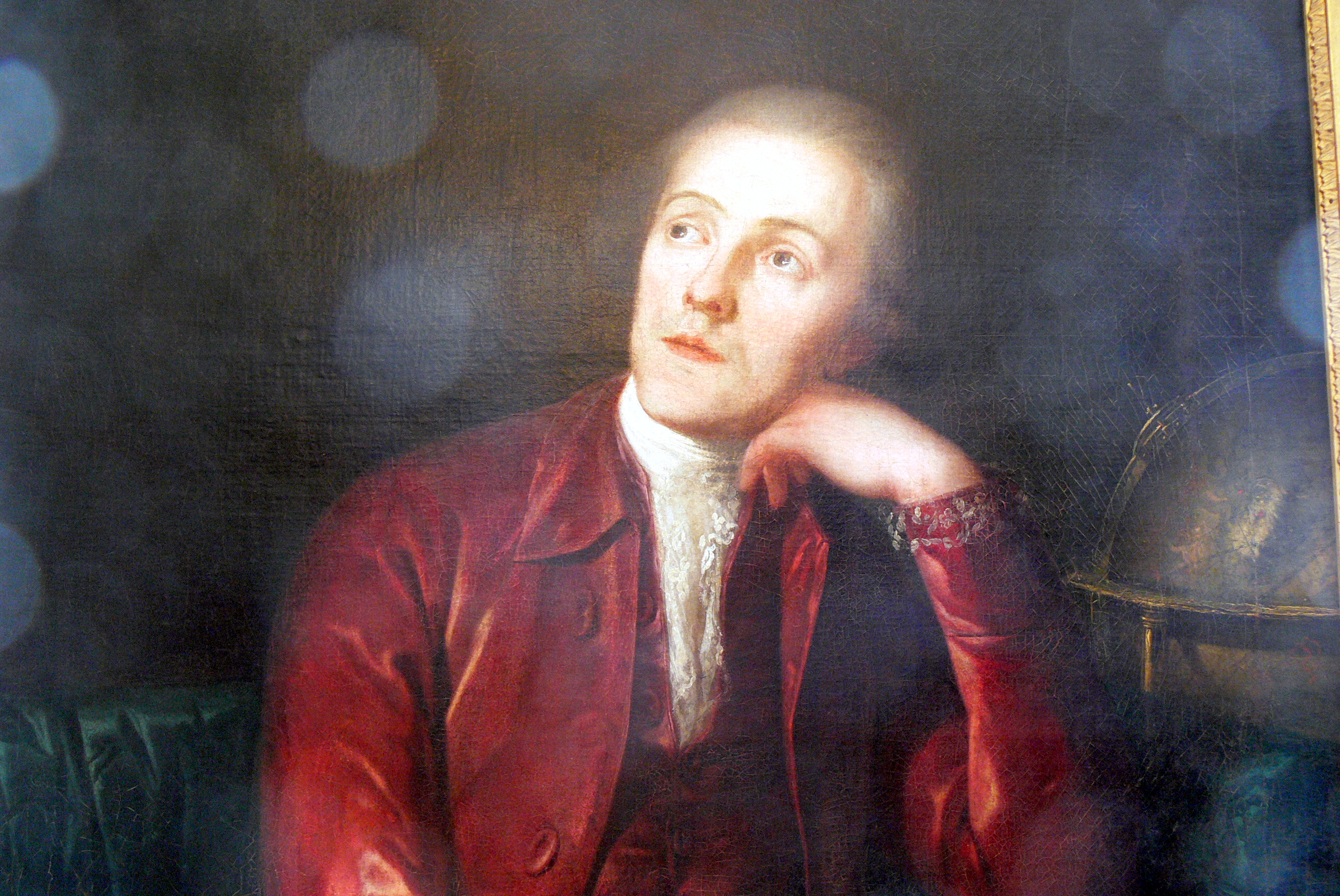
Nicolò Pacassi (1716-1790)
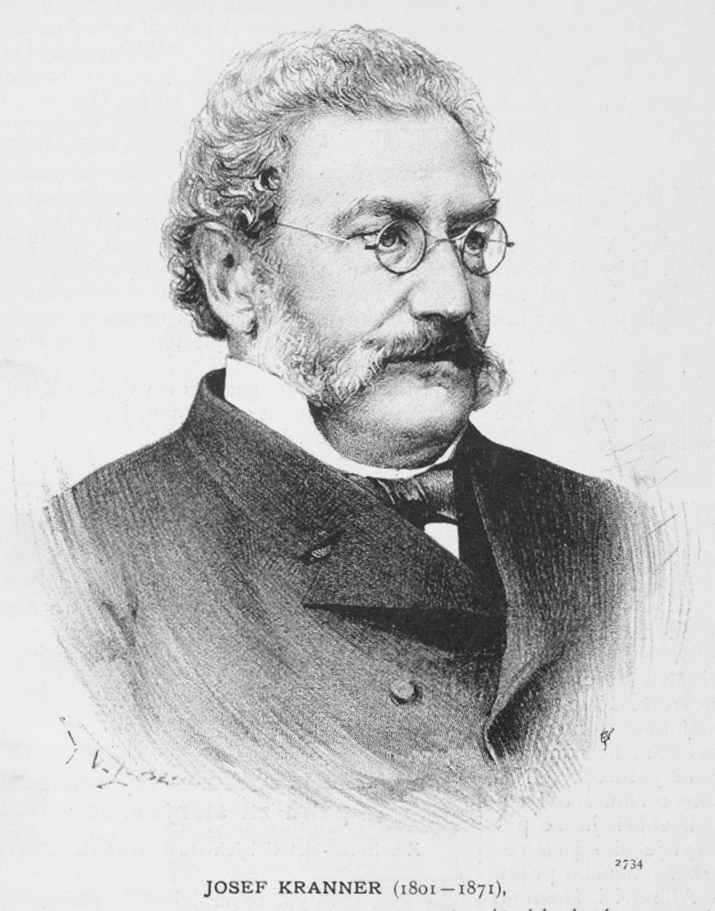
Josef Kranner (1801-1871)
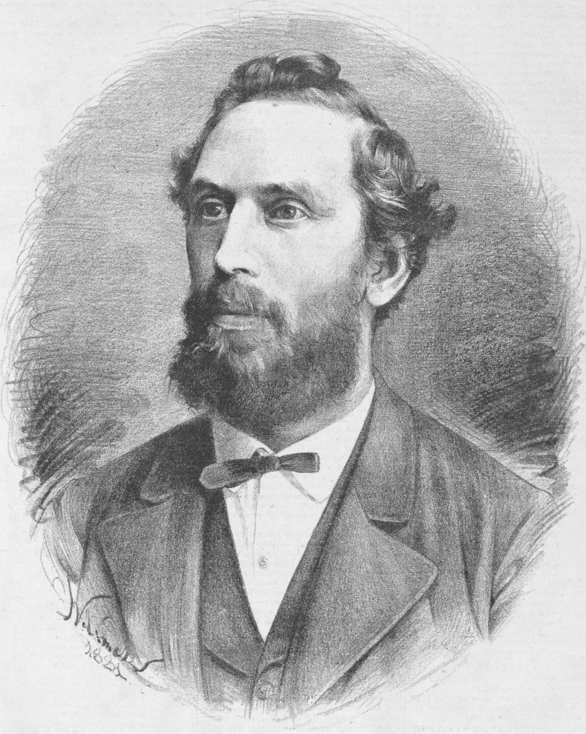
Josef Mocker (1835-1899)
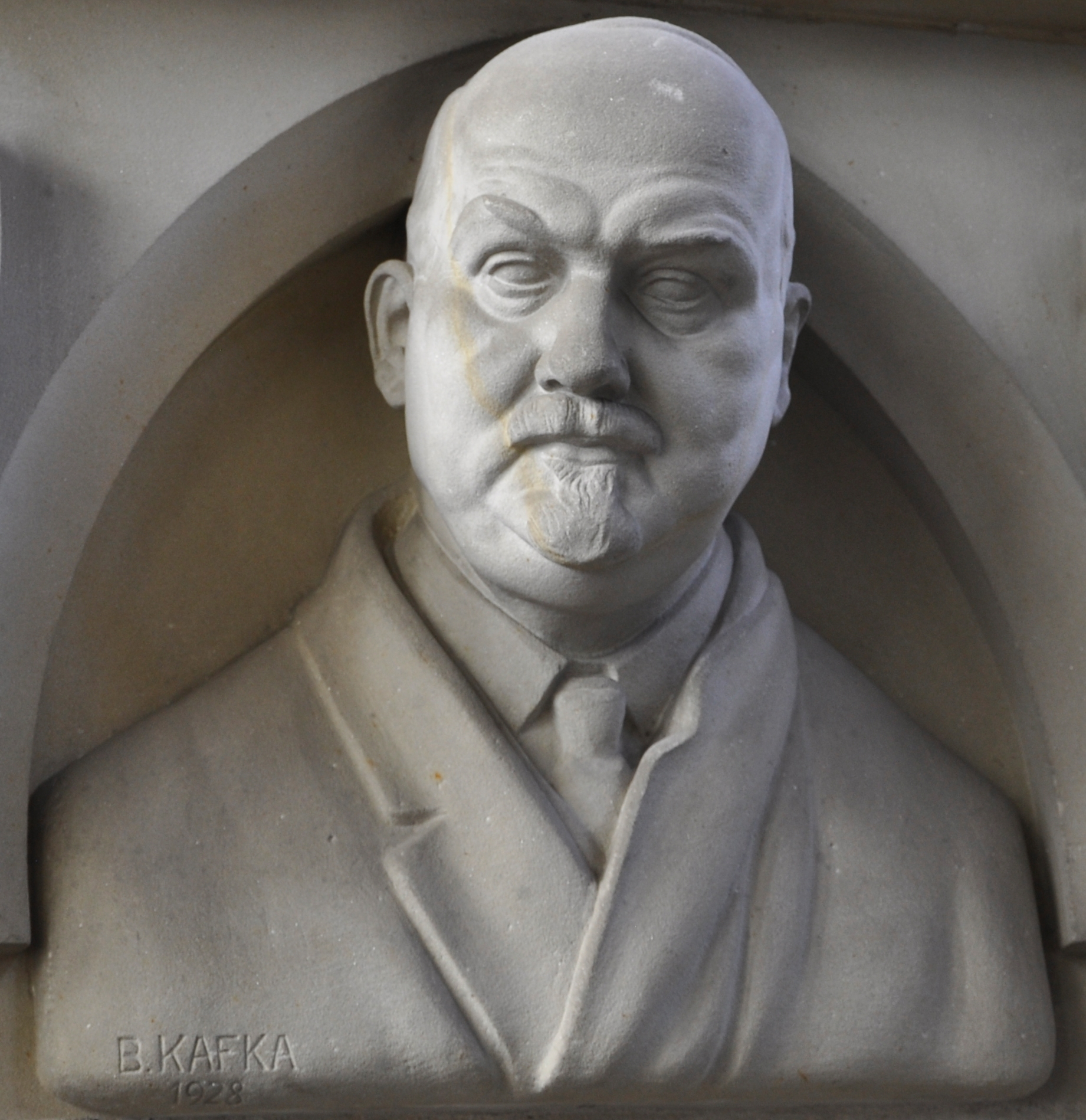
Kamil Hilbert (1869-1933)
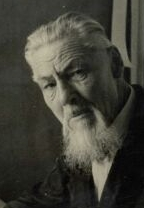
Jože Plečnik (1872-1957)
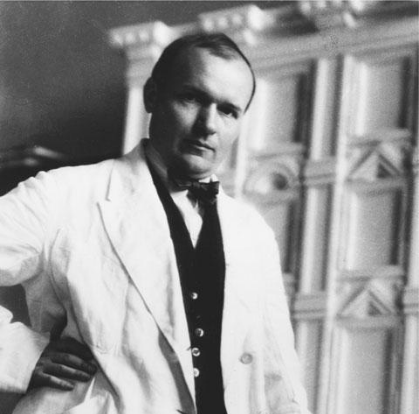
Pavel Janák (1882-1956)
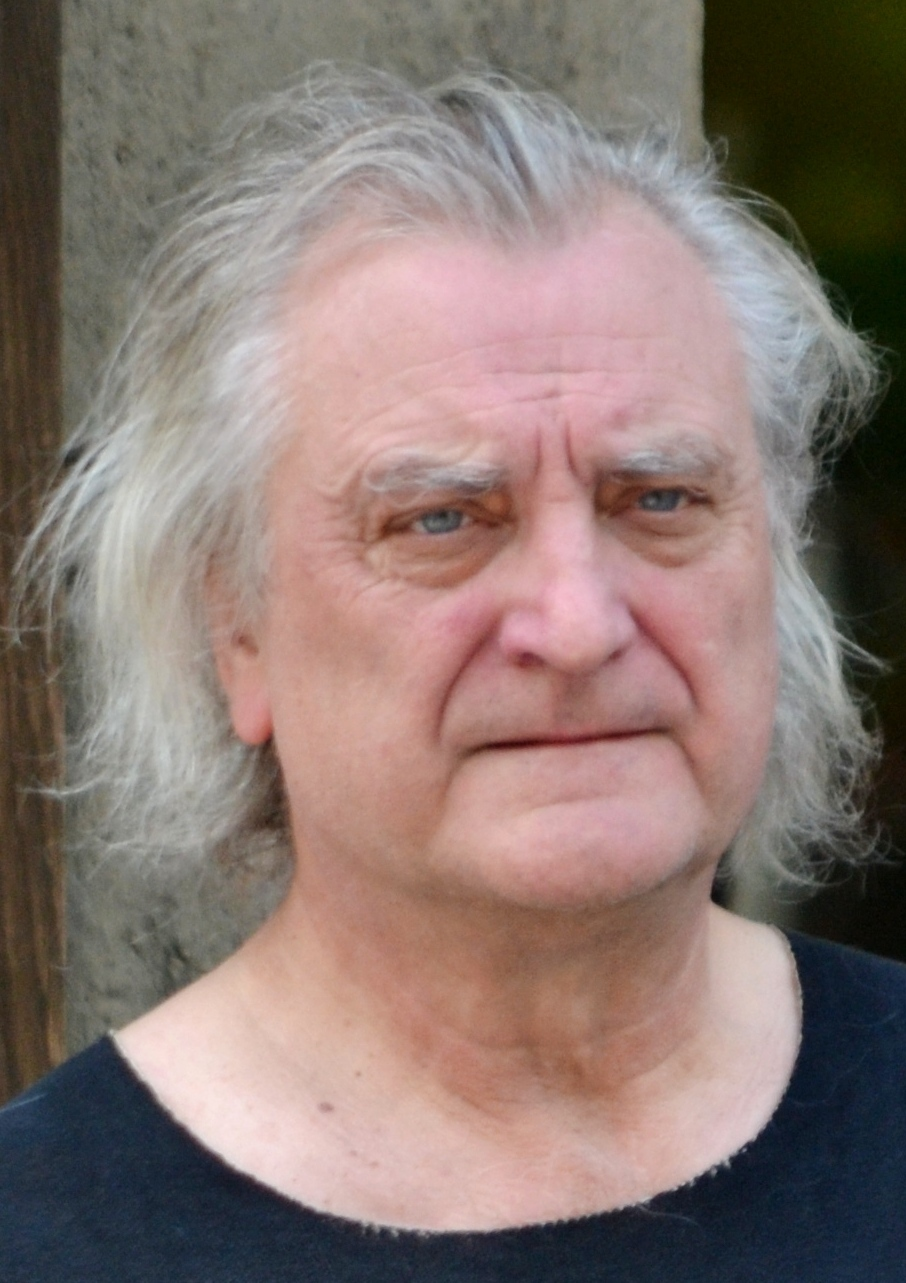
Bořek Šípek (1949-2016)

#### Obecné
- Umělecké památky Prahy: Pražský hrad a Hradčany. Svazek 4. Praha: Academia, 2000. 521 s. (Umělecké památky Prahy). ISBN 80-200-0832-2. Obsahuje bibliografii a rejstříky.
- CHOTĚBOR, Petr. Pražský hrad: podrobný průvodce. 3., dopl. vyd. [Praha]: Správa Pražského hradu, 2005. 177 s. ISBN 80-86161-60-9.
- CHOTĚBOR, Petr a FROLÍK, Jan. Pražský hrad: průvodce pro nevidomé. Praha: Nadace Václava Havla pro rozvoj Pražského hradu, [2010]. 14 plastických listů.
- Příběh Pražského hradu. Praha: Správa Pražského hradu, 2003. 493 s. ISBN 80-86161-72-2.

#### Pražský hrad ve středověku
- Ivana Boháčová: Pražský hrad v období velkomoravském. (Die Prager Burg in Großmährischer Zeit). In: Richard Marsina/ Alexander Ruttkay (Hrsg.): Svätopluk 894–1994. Nitra 1997, S. 33–40.
- Ivana Boháčová: Zum Befestigungssystem der Přemyslidenburgen (am Beispiel der archäologischen Untersuchungen in der Prager Burg und in Stará Boleslav). In: Joachim Henning / Alexander T. Ruttkay (Hrsg.): Frühmittelalterlicher Burgenbau in Mittel- und Osteuropa. Tagung Nitra 7.–10. Oktober 1996. Bonn 1998, S. 37–47.
- Ivana Boháčová: Das archäologische Areal auf dem III. Hof der Prager Burg und seine Bedeutung für die Erforschung der Chronologie Mittelböhmens im frühen Mittelalter. (Archeologický areál III. nádvoří Pražského hradu a jeho význam v kontextu studia chronologie středních Čech.) In: Luděk Galuška / Pavel Kouřil / Z. Měřinský (Hrsg.): Velká Morava mezi východem a západem. Großmähren zwischen West und Ost. Sborník příspěvků z mezinárodní vědecké konference Uherské Hradiště, Staré Město 28.9–1.10.1999. Spisy archeologického ústavu AV ČR Brno 17. Brno 2001. S. 69–75.
- BOHÁČOVÁ, Ivana. Mediaevalia Archaeologica 3. Praha: Archeologický ústav AV ČR Praha, 2001. Dostupné v archivu pořízeném dne 2012-10-30. Kapitola Pražský hrad a jeho nejstarší opevňovací systémy, s. 179–301. Archivováno 30. 10. 2012 na Wayback Machine.
- Castrum Pragense 1. Praha 1988.
- Castrum Pragense 2. Praha 1999.
- ČELAKOVSKÝ, Jaromír, a kol. O král. hradě pražském. Praha: Sborník věd právních a státních, 1907. Dostupné online.
- Tomáš Durdík, Petr Chotěbor: Zur Gestalt des romanischen Palas der Prager Burg. In: Schloß Tirol. Saalbauten und Burgen des 12. Jahrhunderts in Mitteleuropa. Forschungen zu Burgen und Schlössern 4. München, Berlin 1998. S. 197–204.
- FIALA, Karel. Hrad pražský v době románské. Praha: Společnost přátel starožitností, 1933. Dostupné online. Přehled stavební činnosti nejstarší doby dokumentovaný na plánu Hradu s vyznačením jednotlivých budov..
- Jan Frolík: Prague Castle – 70 Years of Archaeological Excavations. In: Čeněk Staňa / Lumír Poláček (Hrsg.): Frühmittelalterliche Machtzentren in Mitteleuropa. Mehrjährige Grabungen und ihre Auswertung. Symposion Mikulčice 5.–9. September 1994. Internationale Tagungen in Mikulčice 3. Spisy Arch. Ústavu AV ČR Brno 6. Brno 1996. S. 159–166.
- Jan Frolík: Nejstarší církevní architektura na Pražském hradě – současný stav poznání. (Zur ältesten Kirchenarchitektur auf der Prager Burg – gegenwärtiger Erkenntnisstand.) In: Luděk Galuška / Pavel Kouřil / Z. Měřinský (Hrsg.): Velká Morava mezi východem a západem. Großmähren zwischen West und Ost. Sborník příspěvků z mezinárodní vědecké konference Uherské Hradiště, Staré Město 28.9–1.10.1999. Spisy archeologického ústavu AV ČR Brno 17. Brno 2001. S. 107–113.
- Jan Frolík / Milena Bravermanová, Die Prager Burg. In: Alfried Wieczorek/ Hans-Martin Hinz (Hrsg.): Europas Mitte um 1000. Bd. 1. Stuttgart 2000, S. 376–378.
- Frolík, J./ Maříková-Kubková, J. / Růžičková, E. / Zeman, A.: Nejstarší sakrální architektura Pražského hradu. Výpověď archeologických pramenů. (Die ältesten Kirchenbauten der Prager Burg aufgrund der archäologischen Quellen.) Castrum Pragense 3. Praha 2000.
- Jan Frolík / Zdeněk Smetánka: Archeologie na Pražském hradě. Praha, Litomyšl 1997.
- F. Kašička: Staré purkrabství Pražského hradu – výsledky poslední stavebně historické analýzy. (Der Alte Burggrafenpalast in der Prager Burg – Ergebnisse der letzten bauhistorischen Analyse.) Archaeologica Historica 14, 1989, S. 203–212.
- F. Kašička: Ze starší historie Ústavu šlechtičen na Pražském hradě. (Aus der älteren Geschichte des Instituts der Edelfrauen auf der Prager Burg.) Archaeologica Historica 22, 1997, S. 129–144.
- D. Líbal: Stavební vývoj Starého paláce Pražského hradu do husitských válek do úrovně Vladislavského sálu. (Bauentwicklung des Alten Palastes der Prager Burg bis zu den Husittenkriegen und bis zum Niveau des Wladislawschen Saales. Castellologica bohemica 7, 2000, S. 61–74.
- Mediaevalia Archaeologica 3 (Praha 2001).
- Jiři Sláma: Hrob K1 na Pražském hradě. (Das Grab K1 auf der Prager Burg.) Studia Mediaevalia Pragensia 4. Praha 1999. S. 117–122.
- K. Tomková: Noch einmal zu den Anfängen der Prager Burg. (Ještě jednou k počátkům Pražského hradu). In: Kubková, J./ Klápště, J./ Ježek, M./ Meduna, P. et al. (Hrsg.), Život v archeologii středověku. (Das Leben in der Archäologie des Mittelalters). Festschrift M. Richter und Z. Smetánka. Praha 1997, S. 630–638.